# VVV-Venlo in het seizoen 2012/13
Dit artikel geeft een overzicht van VVV-Venlo in het seizoen 2012/2013.

## Selectie 2012 – 2013
| Nr.           | Naam                     | Nat.      | Geb. dat.  | Contract |
| Keepers       | Keepers                  | Keepers   | Keepers    | Keepers  |
| ------------- | ------------------------ | --------- | ---------- | -------- |
| 1             | Niclas Heimann           | Duitsland | 12-03-1991 | 2013     |
| 12            | Niki Mäenpää             | Finland   | 23-01-1985 | 2015     |
| 22            | Robin Udegbe             | Duitsland | 20-03-1991 | 2013     |
| Verdedigers   |                          |           |            |          |
| 2             | Ahmed Ammi               | Marokko   | 19-01-1981 | gehuurd  |
| 3             | Maya Yoshida             | Japan     | 24-08-1988 | 2013     |
| 3             | Nils Röseler             | Duitsland | 10-02-1992 | gehuurd  |
| 4             | Ismo Vorstermans         | Nederland | 30-03-1989 | gehuurd  |
| 5             | Niels Fleuren            | Nederland | 01-11-1986 | 2013     |
| 19            | Marcel Seip              | Nederland | 05-04-1982 | 2013     |
| 20            | Matheus Diovany          | Brazilië  | 10-02-1994 | 2013     |
| 20            | Kaj Ramsteijn            | Nederland | 17-01-1990 | gehuurd  |
| 24            | Guus Joppen              | Nederland | 14-11-1989 | 2015     |
| 25            | Jeffrey Altheer          | Nederland | 09-03-1987 | 2015     |
| 26            | Jeffrey Leiwakabessy     | Nederland | 23-02-1981 | 2013     |
| 31            | Roy Heesen               | Nederland | 24-12-1992 | 2014     |
| Middenvelders |                          |           |            |          |
| 6             | Aleksandar Radosavljevič | Slovenië  | 25-04-1979 | gehuurd  |
| 8             | Marcel Meeuwis           | Nederland | 31-10-1980 | 2014     |
| 14            | Oğuzhan Türk             | Nederland | 17-05-1986 | 2014     |
| 17            | Quin Kruijsen            | Nederland | 27-11-1990 | 2013     |
| 17            | Yūki Ōtsu                | Japan     | 24-03-1990 | 2014     |
| 18            | Barry Maguire            | Nederland | 27-10-1989 | 2014     |
| 21            | Ricky van Haaren         | Nederland | 21-06-1991 | 2014     |
| 32            | Aron Gielen              | Nederland | 06-02-1993 | 2014     |
| Aanvallers    |                          |           |            |          |
| 7             | Jules Reimerink          | Nederland | 30-09-1989 | 2015     |
| 9             | Uche Nwofor              | Nigeria   | 17-09-1991 | 2015     |
| 10            | Robert Cullen            | Japan     | 07-06-1985 | 2013     |
| 11            | Bryan Linssen            | Nederland | 08-10-1990 | 2014     |
| 15            | Roland Bergkamp          | Nederland | 03-04-1991 | gehuurd  |
| 23            | Travis Cooper            | Australië | 21-12-1993 | 2014     |
| 30            | Yanic Wildschut          | Nederland | 01-11-1991 | 2015     |

### Aangetrokken spelers
| Nat.      | Naam                     | Van                      | Bijzonderheden |
| Zomer     | Zomer                    | Zomer                    | Zomer          |
| --------- | ------------------------ | ------------------------ | -------------- |
| Nederland | Jeffrey Altheer          | Helmond Sport            | Transfervrij   |
| Marokko   | Ahmed Ammi               | ADO Den Haag             | Gehuurd        |
| Nederland | Roland Bergkamp          | Brighton & Hove Albion   | Gehuurd        |
| Australië | Travis Cooper            | Central Coast Mariners   | Transfervrij   |
| Nederland | Aron Gielen              | Eigen jeugd              | Amateur        |
| Nederland | Ricky van Haaren         | Feyenoord                | Transfervrij   |
| Nederland | Roy Heesen               | Eigen jeugd              | Amateur        |
| Duitsland | Niclas Heimann           | Red Bull Salzburg        | Transfervrij   |
| Nederland | Guus Joppen              | Helmond Sport            | Transfervrij   |
| Finland   | Niki Mäenpää             | AZ                       | Transfervrij   |
| Brazilië  | Matheus                  | Coritiba FC              | Transfervrij   |
| Japan     | Yūki Ōtsu                | Borussia Mönchengladbach | € 400.000,-    |
| Slovenië  | Aleksandar Radosavljevič | ADO Den Haag             | Gehuurd        |
| Nederland | Jules Reimerink          | Energie Cottbus          | Transfervrij   |
| Duitsland | Nils Röseler             | FC Twente                | Gehuurd        |
| Nederland | Marcel Seip              | Bradford City            | Transfervrij   |
| Nederland | Oğuzhan Türk             | SC Cambuur               | Transfervrij   |
| Winter    |                          |                          |                |
| Nederland | Kaj Ramsteijn            | Feyenoord                | Gehuurd        |

### Vertrokken spelers
| Nat.      | Naam             | Naar            | Bijzonderheden               |
| Zomer     | Zomer            | Zomer           | Zomer                        |
| --------- | ---------------- | --------------- | ---------------------------- |
| Nederland | Mike van den Ban | Koninklijke HFC | Amateur                      |
| Nederland | Steven Berghuis  | AZ              | Was gehuurd van FC Twente    |
| Nederland | Soufiane Dadda   | FC Eindhoven    | Transfervrij                 |
| Nigeria   | Alex Emenike     | Inter Turku     | Transfervrij                 |
| Nederland | Dennis Gentenaar | Almere City     | Transfervrij                 |
| Nederland | Anil Gülner      | clubloos        | Amateur                      |
| Nederland | Danny Holla      | ADO Den Haag    | Was gehuurd van FC Groningen |
| Marokko   | Aziz Khalouta    | Fortuna Sittard | Transfervrij                 |
| Nederland | Quin Kruijsen    | Fortuna Sittard | Verhuurd                     |
| België    | Ken Leemans      | Hansa Rostock   | Transfervrij                 |
| Italië    | Andrea Mei       | Internazionale  | Was gehuurd                  |
| Nederland | Rogier Molhoek   | FC Dordrecht    | Transfervrij                 |
| Nederland | Ferry de Regt    | Helmond Sport   | Verhuurd                     |
| Nederland | Michael Timisela | Hammarby IF     | Transfervrij                 |
| Nigeria   | Michael Uchebo   | Cercle Brugge   | Transfervrij                 |
| Nederland | Rick Verbeek     | De Treffers     | Amateur                      |
| Nederland | Wilko de Vogt    | NAC Breda       | Transfervrij                 |
| Japan     | Maya Yoshida     | Southampton     | € 2.800.000,-                |
| Najaar    |                  |                 |                              |
| Nederland | Marcel Meeuwis   | Melbourne Heart | Transfervrij                 |
| Winter    |                  |                 |                              |
| Brazilië  | Matheus          | Coritiba FC     | Transfervrij                 |
| Nederland | Roy Heesen       | Helmond Sport   | Verhuurd                     |

### Staf
| Ton Lokhoff        | hoofdtrainer                       |
| Ben van Dael       | assistent-trainer                  |
| Frank van Kempen   | assistent-trainer                  |
| Wim Jacobs         | keeperstrainer                     |
| Maurice Graef      | spitsentrainer                     |
| Rinus Louwers      | revalidatietrainer / fysioherapeut |
| Falk Louwers       | fysioherapeut                      |
| Jan Reijmer        | verzorger                          |
| Rob Eijkelenboom   | teamarts                           |
| Sjoerd Kaarsemaker | orthopedisch chirurg               |
| Falk Louwers       | fysiotherapeut                     |

## Wedstrijden

### Eredivisie
Speelronde 1:
| Zaterdag 11 augustus 2012, 20:45                                      | Heracles Almelo | 1-1 (1-1) | VVV-Venlo   | Opstelling Heracles Almelo | Opstelling VVV-Venlo |  |
| Stadion: Polman Stadion, Almelo Toeschouwers: 8.211 Arbiter: Liesveld | Everton 14'     |           | 44' Linssen | Pasveer, Koenders, Rienstra, Veldmate, Paljić, Quansah, Overtoom, Duarte 64' ( Bruns), Pedro, Armenteros 86' ( Gouriye), Everton 75' ( Castillion) | Mäenpää, Joppen, Vorstermans, Seip, Leiwakabessy , Kruijsen 81' ( Fleuren), Türk, Van Haaren, Linssen 67' ( Meeuwis), Nwofor 79' ( Cullen), Wildschut |  |
| Stadion: Polman Stadion, Almelo Toeschouwers: 8.211 Arbiter: Liesveld |                 |           |             | Pasveer, Koenders, Rienstra, Veldmate, Paljić, Quansah, Overtoom, Duarte 64' ( Bruns), Pedro, Armenteros 86' ( Gouriye), Everton 75' ( Castillion) | Mäenpää, Joppen, Vorstermans, Seip, Leiwakabessy , Kruijsen 81' ( Fleuren), Türk, Van Haaren, Linssen 67' ( Meeuwis), Nwofor 79' ( Cullen), Wildschut |  |
| Stadion: Polman Stadion, Almelo Toeschouwers: 8.211 Arbiter: Liesveld |                 |           |             | Pasveer, Koenders, Rienstra, Veldmate, Paljić, Quansah, Overtoom, Duarte 64' ( Bruns), Pedro, Armenteros 86' ( Gouriye), Everton 75' ( Castillion) | Mäenpää, Joppen, Vorstermans, Seip, Leiwakabessy , Kruijsen 81' ( Fleuren), Türk, Van Haaren, Linssen 67' ( Meeuwis), Nwofor 79' ( Cullen), Wildschut |  |
|                                                                       |                 |           |             | | |  |

Speelronde 2:
| Zaterdag 18 augustus 2012, 19:45                                               | VVV-Venlo     | 1-3 (1-1) | FC Utrecht                           | Opstelling VVV-Venlo | Opstelling FC Utrecht |  |
| Stadion: Seacon Stadion - De Koel -, Venlo Toeschouwers: 6.500 Arbiter: Bossen | Wildschut 14' |           | 41' Asare 49' Van der Gun 62' Gerndt | Mäenpää, Joppen, Vorstermans, Seip, Leiwakabessy , Kruijsen 52' ( Meeuwis), Türk 60' ( Yoshida), Van Haaren, Linssen, Nwofor 77' ( Cullen), Wildschut | Ruiter, Van der Maarel, Nilsson, Wuytens, Bulthuis , Duplan 67' ( Kali), Mårtensson 87' ( Oar), Asare 73' ( Mulenga), Sarota, Van der Gun, Gerndt |  |
| Stadion: Seacon Stadion - De Koel -, Venlo Toeschouwers: 6.500 Arbiter: Bossen |               |           |                                      | Mäenpää, Joppen, Vorstermans, Seip, Leiwakabessy , Kruijsen 52' ( Meeuwis), Türk 60' ( Yoshida), Van Haaren, Linssen, Nwofor 77' ( Cullen), Wildschut | Ruiter, Van der Maarel, Nilsson, Wuytens, Bulthuis , Duplan 67' ( Kali), Mårtensson 87' ( Oar), Asare 73' ( Mulenga), Sarota, Van der Gun, Gerndt |  |
| Stadion: Seacon Stadion - De Koel -, Venlo Toeschouwers: 6.500 Arbiter: Bossen |               |           |                                      | Mäenpää, Joppen, Vorstermans, Seip, Leiwakabessy , Kruijsen 52' ( Meeuwis), Türk 60' ( Yoshida), Van Haaren, Linssen, Nwofor 77' ( Cullen), Wildschut | Ruiter, Van der Maarel, Nilsson, Wuytens, Bulthuis , Duplan 67' ( Kali), Mårtensson 87' ( Oar), Asare 73' ( Mulenga), Sarota, Van der Gun, Gerndt |  |
|                                                                                |               |           |                                      | | |  |

Speelronde 3:
| Zaterdag 25 augustus 2012, 19:45                                                 | VVV-Venlo               | 2-4 (1-1) | ADO Den Haag                                     | Opstelling VVV-Venlo | Opstelling ADO Den Haag |  |
| Stadion: Seacon Stadion - De Koel -, Venlo Toeschouwers: 7.150 Arbiter: Kamphuis | Seip 9' Vorstermans 80' |           | 33' Van Duinen 48' Chery 51' Toornstra 86' Chery | Mäenpää, Joppen , Yoshida, Seip, Leiwakabessy , Vorstermans 83' ( Fleuren), Meeuwis 67' ( Cullen), Van Haaren, Türk 57' ( Linssen), Nwofor, Wildschut | Coutinho, Omeruo, Wormgoor , Supusepa, Meijers, Jansen 65' ( Visser), Holla, Toornstra, Chery 90' ( Beugelsdijk), Poepon, Van Duinen 89' ( Vicento) |  |
| Stadion: Seacon Stadion - De Koel -, Venlo Toeschouwers: 7.150 Arbiter: Kamphuis |                         |           |                                                  | Mäenpää, Joppen , Yoshida, Seip, Leiwakabessy , Vorstermans 83' ( Fleuren), Meeuwis 67' ( Cullen), Van Haaren, Türk 57' ( Linssen), Nwofor, Wildschut | Coutinho, Omeruo, Wormgoor , Supusepa, Meijers, Jansen 65' ( Visser), Holla, Toornstra, Chery 90' ( Beugelsdijk), Poepon, Van Duinen 89' ( Vicento) |  |
| Stadion: Seacon Stadion - De Koel -, Venlo Toeschouwers: 7.150 Arbiter: Kamphuis |                         |           |                                                  | Mäenpää, Joppen , Yoshida, Seip, Leiwakabessy , Vorstermans 83' ( Fleuren), Meeuwis 67' ( Cullen), Van Haaren, Türk 57' ( Linssen), Nwofor, Wildschut | Coutinho, Omeruo, Wormgoor , Supusepa, Meijers, Jansen 65' ( Visser), Holla, Toornstra, Chery 90' ( Beugelsdijk), Poepon, Van Duinen 89' ( Vicento) |  |
|                                                                                  |                         |           |                                                  | | |  |

Speelronde 4:
| Zondag 2 september 2012, 14:30                                            | FC Twente      | 1-0 (0-0) | VVV-Venlo | Opstelling FC Twente | Opstelling VVV-Venlo |  |
| Stadion: De Grolsch Veste, Enschede Toeschouwers: 29.000 Arbiter: Janssen | Fer 90' (pen.) |           |           | Michajlov, Rosales, Wisgerhof, Bengtsson, Schilder, Janssen 46' ( Gutiérrez), Fer, Brama, Tadić, Boelykin 46' ( Gyasi), Castaignos 82' ( Born) | Mäenpää, Joppen, Vorstermans , Seip, Leiwakabessy , Van Haaren, Meeuwis, Türk 89' ( Radosavljevič), Linssen 77' ( Ammi ), Nwofor 67' ( Bergkamp), Wildschut |  |
| Stadion: De Grolsch Veste, Enschede Toeschouwers: 29.000 Arbiter: Janssen |                |           |           | Michajlov, Rosales, Wisgerhof, Bengtsson, Schilder, Janssen 46' ( Gutiérrez), Fer, Brama, Tadić, Boelykin 46' ( Gyasi), Castaignos 82' ( Born) | Mäenpää, Joppen, Vorstermans , Seip, Leiwakabessy , Van Haaren, Meeuwis, Türk 89' ( Radosavljevič), Linssen 77' ( Ammi ), Nwofor 67' ( Bergkamp), Wildschut |  |
| Stadion: De Grolsch Veste, Enschede Toeschouwers: 29.000 Arbiter: Janssen |                |           |           | Michajlov, Rosales, Wisgerhof, Bengtsson, Schilder, Janssen 46' ( Gutiérrez), Fer, Brama, Tadić, Boelykin 46' ( Gyasi), Castaignos 82' ( Born) | Mäenpää, Joppen, Vorstermans , Seip, Leiwakabessy , Van Haaren, Meeuwis, Türk 89' ( Radosavljevič), Linssen 77' ( Ammi ), Nwofor 67' ( Bergkamp), Wildschut |  |
|                                                                           |                |           |           | | |  |

Speelronde 5:
| Zaterdag 15 september 2012, 19:45                                                          | VVV-Venlo             | 2-2 (0-1) | N.E.C.               | Opstelling VVV-Venlo | Opstelling N.E.C. |  |
| Stadion: Seacon Stadion - De Koel -, Venlo Toeschouwers: 6.500 Arbiter: Delferière, België | Nwofor 67' Nwofor 76' |           | 2' Breuer 55' Platje | Heimann, Joppen, Vorstermans, Seip , Leiwakabessy , Van Haaren, Röseler, Meeuwis 46' ( Ōtsu), Türk 71' ( Linssen), Bergkamp 58' ( Nwofor), Wildschut | Babos, Breuer, Van Eijden, Čmovš, Conboy, Koolwijk, Sno 83' ( George ), Roorda 78' ( Pálsson), Foor , Platje 69' ( Ten Voorde), Rieks |  |
| Stadion: Seacon Stadion - De Koel -, Venlo Toeschouwers: 6.500 Arbiter: Delferière, België |                       |           |                      | Heimann, Joppen, Vorstermans, Seip , Leiwakabessy , Van Haaren, Röseler, Meeuwis 46' ( Ōtsu), Türk 71' ( Linssen), Bergkamp 58' ( Nwofor), Wildschut | Babos, Breuer, Van Eijden, Čmovš, Conboy, Koolwijk, Sno 83' ( George ), Roorda 78' ( Pálsson), Foor , Platje 69' ( Ten Voorde), Rieks |  |
| Stadion: Seacon Stadion - De Koel -, Venlo Toeschouwers: 6.500 Arbiter: Delferière, België |                       |           |                      | Heimann, Joppen, Vorstermans, Seip , Leiwakabessy , Van Haaren, Röseler, Meeuwis 46' ( Ōtsu), Türk 71' ( Linssen), Bergkamp 58' ( Nwofor), Wildschut | Babos, Breuer, Van Eijden, Čmovš, Conboy, Koolwijk, Sno 83' ( George ), Roorda 78' ( Pálsson), Foor , Platje 69' ( Ten Voorde), Rieks |  |
|                                                                                            |                       |           |                      | | |  |

Speelronde 6:
| Zaterdag 22 september 2012, 19:45                                          | RKC Waalwijk  | 1-1 (0-1) | VVV-Venlo | Opstelling RKC Waalwijk | Opstelling VVV-Venlo |  |
| Stadion: Mandemakers Stadion, Waalwijk Toeschouwers: 5.271 Arbiter: Higler | Chevalier 56' |           | 6' Seip   | Zoet, Martina, Drost, Van Mosselveld, Van Peppen, Stans 79' ( Najah), Duits, Sneijder 90' ( Lieder), Jozefzoon, Chevalier, Braber | Mäenpää, Joppen, Röseler, Seip , Leiwakabessy , Van Haaren, Radosavljevič, Türk, Linssen, Bergkamp 63' ( Nwofor), Wildschut 74' ( Ōtsu) |  |
| Stadion: Mandemakers Stadion, Waalwijk Toeschouwers: 5.271 Arbiter: Higler |               |           |           | Zoet, Martina, Drost, Van Mosselveld, Van Peppen, Stans 79' ( Najah), Duits, Sneijder 90' ( Lieder), Jozefzoon, Chevalier, Braber | Mäenpää, Joppen, Röseler, Seip , Leiwakabessy , Van Haaren, Radosavljevič, Türk, Linssen, Bergkamp 63' ( Nwofor), Wildschut 74' ( Ōtsu) |  |
| Stadion: Mandemakers Stadion, Waalwijk Toeschouwers: 5.271 Arbiter: Higler |               |           |           | Zoet, Martina, Drost, Van Mosselveld, Van Peppen, Stans 79' ( Najah), Duits, Sneijder 90' ( Lieder), Jozefzoon, Chevalier, Braber | Mäenpää, Joppen, Röseler, Seip , Leiwakabessy , Van Haaren, Radosavljevič, Türk, Linssen, Bergkamp 63' ( Nwofor), Wildschut 74' ( Ōtsu) |  |
|                                                                            |               |           |           | | |  |

Speelronde 7:
| Zondag 30 september 2012, 16:30                                                   | VVV-Venlo | 0-6 (0-2) | PSV                                                                     | Opstelling VVV-Venlo | Opstelling PSV |  |
| Stadion: Seacon Stadion - De Koel -, Venlo Toeschouwers: 8.000 Arbiter: Braamhaar |           |           | 23' Mertens 34' Mertens 75' Locadia 79' Mertens 82' Locadia 86' Locadia | Mäenpää, Joppen 46' ( Ammi), Röseler, Seip , Leiwakabessy , Meeuwis, Türk, Van Haaren 88' ( Radosavljevič), Linssen 76' ( Ōtsu), Nwofor , 65', Wildschut | Waterman, Hutchinson, Marcelo, Derijck, Ritzmaier 46' ( Bouma), Van Bommel, Toivonen 74' ( Wijnaldum), Strootman, Narsingh 68' ( Locadia), Lens, Mertens |  |
| Stadion: Seacon Stadion - De Koel -, Venlo Toeschouwers: 8.000 Arbiter: Braamhaar |           |           |                                                                         | Mäenpää, Joppen 46' ( Ammi), Röseler, Seip , Leiwakabessy , Meeuwis, Türk, Van Haaren 88' ( Radosavljevič), Linssen 76' ( Ōtsu), Nwofor , 65', Wildschut | Waterman, Hutchinson, Marcelo, Derijck, Ritzmaier 46' ( Bouma), Van Bommel, Toivonen 74' ( Wijnaldum), Strootman, Narsingh 68' ( Locadia), Lens, Mertens |  |
| Stadion: Seacon Stadion - De Koel -, Venlo Toeschouwers: 8.000 Arbiter: Braamhaar |           |           |                                                                         | Mäenpää, Joppen 46' ( Ammi), Röseler, Seip , Leiwakabessy , Meeuwis, Türk, Van Haaren 88' ( Radosavljevič), Linssen 76' ( Ōtsu), Nwofor , 65', Wildschut | Waterman, Hutchinson, Marcelo, Derijck, Ritzmaier 46' ( Bouma), Van Bommel, Toivonen 74' ( Wijnaldum), Strootman, Narsingh 68' ( Locadia), Lens, Mertens |  |
|                                                                                   |           |           |                                                                         | | |  |

Speelronde 8:
| Zaterdag 6 oktober 2012, 20:45                                                       | Roda JC                           | 3-0 (1-0) | VVV-Venlo | Opstelling Roda JC | Opstelling VVV-Venlo |  |
| Stadion: Parkstad Limburg Stadion, Kerkrade Toeschouwers: 12.464 Arbiter: Van Sichem | Malki 34' Fledderus 54' Malki 72' |           |           | Kurto, Monteyne , Danilo, Biemans, Tamata, Hupperts 79' ( Affane), De Beule , Donald, Fledderus, Németh 85' ( Hempte), Malki 79' ( Lebedyński) | Mäenpää, Ammi, Vorstermans, Seip, Leiwakabessy , Meeuwis, Radosavljevič , Van Haaren 81' ( Maguire), Linssen 59' ( Cullen), Bergkamp 59' ( Ōtsu), Wildschut |  |
| Stadion: Parkstad Limburg Stadion, Kerkrade Toeschouwers: 12.464 Arbiter: Van Sichem |                                   |           |           | Kurto, Monteyne , Danilo, Biemans, Tamata, Hupperts 79' ( Affane), De Beule , Donald, Fledderus, Németh 85' ( Hempte), Malki 79' ( Lebedyński) | Mäenpää, Ammi, Vorstermans, Seip, Leiwakabessy , Meeuwis, Radosavljevič , Van Haaren 81' ( Maguire), Linssen 59' ( Cullen), Bergkamp 59' ( Ōtsu), Wildschut |  |
| Stadion: Parkstad Limburg Stadion, Kerkrade Toeschouwers: 12.464 Arbiter: Van Sichem |                                   |           |           | Kurto, Monteyne , Danilo, Biemans, Tamata, Hupperts 79' ( Affane), De Beule , Donald, Fledderus, Németh 85' ( Hempte), Malki 79' ( Lebedyński) | Mäenpää, Ammi, Vorstermans, Seip, Leiwakabessy , Meeuwis, Radosavljevič , Van Haaren 81' ( Maguire), Linssen 59' ( Cullen), Bergkamp 59' ( Ōtsu), Wildschut |  |
| Bijz.: Nwofor automatisch geschorst vanwege rode kaart in de wedstrijd VVV - PSV.    |                                   |           |           | | |  |

Speelronde 9:
| Zondag 21 oktober 2012, 14:30                                                   | VVV-Venlo           | 2-3 (2-1) | Feyenoord                               | Opstelling VVV-Venlo | Opstelling Feyenoord |  |
| Stadion: Seacon Stadion - De Koel -, Venlo Toeschouwers: 7.000 Arbiter: Kuipers | Türk 19' Joppen 21' |           | 45' (pen.) Immers 47' Verhoek 64' Pellè | Mäenpää, Joppen, Vorstermans , Seip, Leiwakabessy , Meeuwis , Türk 74' ( Cullen), Van Haaren , Ōtsu, Nwofor 81' ( Bergkamp), Wildschut 62' ( Linssen) | Lamprou, Janmaat, Mathijsen, Martins Indi, Nelom, Clasie, Leerdam 65' ( Singh), Immers, Verhoek 79' ( Elabdellaoui), Pellè , Fernandez 28' ( Goossens ) |  |
| Stadion: Seacon Stadion - De Koel -, Venlo Toeschouwers: 7.000 Arbiter: Kuipers |                     |           |                                         | Mäenpää, Joppen, Vorstermans , Seip, Leiwakabessy , Meeuwis , Türk 74' ( Cullen), Van Haaren , Ōtsu, Nwofor 81' ( Bergkamp), Wildschut 62' ( Linssen) | Lamprou, Janmaat, Mathijsen, Martins Indi, Nelom, Clasie, Leerdam 65' ( Singh), Immers, Verhoek 79' ( Elabdellaoui), Pellè , Fernandez 28' ( Goossens ) |  |
| Stadion: Seacon Stadion - De Koel -, Venlo Toeschouwers: 7.000 Arbiter: Kuipers |                     |           |                                         | Mäenpää, Joppen, Vorstermans , Seip, Leiwakabessy , Meeuwis , Türk 74' ( Cullen), Van Haaren , Ōtsu, Nwofor 81' ( Bergkamp), Wildschut 62' ( Linssen) | Lamprou, Janmaat, Mathijsen, Martins Indi, Nelom, Clasie, Leerdam 65' ( Singh), Immers, Verhoek 79' ( Elabdellaoui), Pellè , Fernandez 28' ( Goossens ) |  |
|                                                                                 |                     |           |                                         | | |  |

Speelronde 10:
| Zaterdag 27 oktober 2012, 20:45                                              | VVV-Venlo  | 1-4 (1-4) | NAC Breda                                   | Opstelling VVV-Venlo | Opstelling NAC Breda |  |
| Stadion: Seacon Stadion - De Koel -, Venlo Toeschouwers: 7.000 Arbiter: Blom | Nwofor 31' |           | 8' Luijckx 28' Hooi 39' Verbeek 45' Lurling | Mäenpää, Joppen, Vorstermans, Seip, Leiwakabessy 46' ( Fleuren), Meeuwis , Türk, Van Haaren 46' ( Linssen), Ōtsu 58' ( Cullen), Nwofor, Wildschut | Ten Rouwelaar, De Roover, Luijckx, Botteghin, Janse , Gudelj, Buijs, Seuntjens 78' ( Gilissen), Hooi , Lurling 82' ( Schalk), Verbeek 65' ( Hadouir ) |  |
| Stadion: Seacon Stadion - De Koel -, Venlo Toeschouwers: 7.000 Arbiter: Blom |            |           |                                             | Mäenpää, Joppen, Vorstermans, Seip, Leiwakabessy 46' ( Fleuren), Meeuwis , Türk, Van Haaren 46' ( Linssen), Ōtsu 58' ( Cullen), Nwofor, Wildschut | Ten Rouwelaar, De Roover, Luijckx, Botteghin, Janse , Gudelj, Buijs, Seuntjens 78' ( Gilissen), Hooi , Lurling 82' ( Schalk), Verbeek 65' ( Hadouir ) |  |
| Stadion: Seacon Stadion - De Koel -, Venlo Toeschouwers: 7.000 Arbiter: Blom |            |           |                                             | Mäenpää, Joppen, Vorstermans, Seip, Leiwakabessy 46' ( Fleuren), Meeuwis , Türk, Van Haaren 46' ( Linssen), Ōtsu 58' ( Cullen), Nwofor, Wildschut | Ten Rouwelaar, De Roover, Luijckx, Botteghin, Janse , Gudelj, Buijs, Seuntjens 78' ( Gilissen), Hooi , Lurling 82' ( Schalk), Verbeek 65' ( Hadouir ) |  |
|                                                                              |            |           |                                             | | |  |

Speelronde 11:
| Zondag 4 november 2012, 14:30                                           | AZ             | 1-2 (0-0) | VVV-Venlo                     | Opstelling AZ | Opstelling VVV-Venlo |  |
| Stadion: AFAS Stadion, Alkmaar Toeschouwers: 16.184 Arbiter: Van Sichem | Falkenburg 87' |           | 78' Maguire 90' Radosavljevič | Esteban, Marcellis, Reijnen 66' ( Falkenburg), Viergever, Gorter, Maher 80' ( Berghuis), Henriksen, Elm, Beerens 74' ( Rosheuvel), Altidore, Guðmundsson | Mäenpää, Joppen, Röseler, Seip , Fleuren, Maguire, Radosavljevič, Van Haaren, Türk, Cullen 79' ( Wildschut), Linssen 90' ( Vorstermans) |  |
| Stadion: AFAS Stadion, Alkmaar Toeschouwers: 16.184 Arbiter: Van Sichem |                |           |                               | Esteban, Marcellis, Reijnen 66' ( Falkenburg), Viergever, Gorter, Maher 80' ( Berghuis), Henriksen, Elm, Beerens 74' ( Rosheuvel), Altidore, Guðmundsson | Mäenpää, Joppen, Röseler, Seip , Fleuren, Maguire, Radosavljevič, Van Haaren, Türk, Cullen 79' ( Wildschut), Linssen 90' ( Vorstermans) |  |
| Stadion: AFAS Stadion, Alkmaar Toeschouwers: 16.184 Arbiter: Van Sichem |                |           |                               | Esteban, Marcellis, Reijnen 66' ( Falkenburg), Viergever, Gorter, Maher 80' ( Berghuis), Henriksen, Elm, Beerens 74' ( Rosheuvel), Altidore, Guðmundsson | Mäenpää, Joppen, Röseler, Seip , Fleuren, Maguire, Radosavljevič, Van Haaren, Türk, Cullen 79' ( Wildschut), Linssen 90' ( Vorstermans) |  |
|                                                                         |                |           |                               | | |  |

Speelronde 12:
| Zaterdag 10 november 2012, 19:45                                                 | VVV-Venlo                                | 4-1 (1-0) | Willem II    | Opstelling VVV-Venlo | Opstelling Willem II |  |
| Stadion: Seacon Stadion - De Koel -, Venlo Toeschouwers: 7.400 Arbiter: Liesveld | Seip 26' Cullen 47' Linssen 52' Türk 71' |           | 74' Misidjan | Mäenpää, Joppen, Röseler, Seip , Fleuren , Maguire, Radosavljevič, Van Haaren, Türk 75' ( Reimerink), Cullen 89' ( Nwofor), Linssen 82' ( Wildschut) | Meul, Van Buuren 68' ( Akouili), Haastrup , Peters, Piqué, Mulder, Ippel , Vossebelt 59' ( Misidjan), Snijders, Höcher 59' ( Sanusi), Brands |  |
| Stadion: Seacon Stadion - De Koel -, Venlo Toeschouwers: 7.400 Arbiter: Liesveld |                                          |           |              | Mäenpää, Joppen, Röseler, Seip , Fleuren , Maguire, Radosavljevič, Van Haaren, Türk 75' ( Reimerink), Cullen 89' ( Nwofor), Linssen 82' ( Wildschut) | Meul, Van Buuren 68' ( Akouili), Haastrup , Peters, Piqué, Mulder, Ippel , Vossebelt 59' ( Misidjan), Snijders, Höcher 59' ( Sanusi), Brands |  |
| Stadion: Seacon Stadion - De Koel -, Venlo Toeschouwers: 7.400 Arbiter: Liesveld |                                          |           |              | Mäenpää, Joppen, Röseler, Seip , Fleuren , Maguire, Radosavljevič, Van Haaren, Türk 75' ( Reimerink), Cullen 89' ( Nwofor), Linssen 82' ( Wildschut) | Meul, Van Buuren 68' ( Akouili), Haastrup , Peters, Piqué, Mulder, Ippel , Vossebelt 59' ( Misidjan), Snijders, Höcher 59' ( Sanusi), Brands |  |
|                                                                                  |                                          |           |              | | |  |

Speelronde 13:
| Zaterdag 17 november 2012, 19:45                                            | Ajax                      | 2-0 (0-0) | VVV-Venlo | Opstelling Ajax | Opstelling VVV-Venlo |  |
| Stadion: Amsterdam ArenA, Amsterdam Toeschouwers: 49.395 Arbiter: Gözübüyük | Boerrigter 47' Hoesen 85' |           |           | Cillessen, Van Rhijn, Veltman, Moisander, Blind 76' ( Dijks), Schöne, Poulsen, Eriksen 72' ( Hoesen), Boerrigter 62' ( Lukoki), De Jong, Fischer | Mäenpää, Joppen, Röseler, Seip , Fleuren, Maguire, Radosavljevič, Van Haaren 67' ( Wildschut), Türk, Cullen 76' ( Nwofor), Linssen 85' ( Ōtsu) |  |
| Stadion: Amsterdam ArenA, Amsterdam Toeschouwers: 49.395 Arbiter: Gözübüyük |                           |           |           | Cillessen, Van Rhijn, Veltman, Moisander, Blind 76' ( Dijks), Schöne, Poulsen, Eriksen 72' ( Hoesen), Boerrigter 62' ( Lukoki), De Jong, Fischer | Mäenpää, Joppen, Röseler, Seip , Fleuren, Maguire, Radosavljevič, Van Haaren 67' ( Wildschut), Türk, Cullen 76' ( Nwofor), Linssen 85' ( Ōtsu) |  |
| Stadion: Amsterdam ArenA, Amsterdam Toeschouwers: 49.395 Arbiter: Gözübüyük |                           |           |           | Cillessen, Van Rhijn, Veltman, Moisander, Blind 76' ( Dijks), Schöne, Poulsen, Eriksen 72' ( Hoesen), Boerrigter 62' ( Lukoki), De Jong, Fischer | Mäenpää, Joppen, Röseler, Seip , Fleuren, Maguire, Radosavljevič, Van Haaren 67' ( Wildschut), Türk, Cullen 76' ( Nwofor), Linssen 85' ( Ōtsu) |  |
|                                                                             |                           |           |           | | |  |

Speelronde 14:
| Zaterdag 24 november 2012, 19:45                                               | VVV-Venlo   | 1-1 (0-0) | sc Heerenveen   | Opstelling VVV-Venlo | Opstelling sc Heerenveen |  |
| Stadion: Seacon Stadion - De Koel -, Venlo Toeschouwers: 6.666 Arbiter: Bossen | Linssen 56' |           | 61' Finnbogason | Mäenpää, Joppen, Röseler, Seip , Fleuren, Maguire 46' ( Wildschut), Radosavljevič, Van Haaren, Türk, Cullen 80' ( Nwofor), Linssen | Vandenbussche, Zuiverloon, Gouweleeuw, Zomer 52' ( Raitala ), Kum, Mareček , Đuričić, Kums , De Ridder 88' ( Tannane), Finnbogason, Van La Parra 61' ( Pappa) |  |
| Stadion: Seacon Stadion - De Koel -, Venlo Toeschouwers: 6.666 Arbiter: Bossen |             |           |                 | Mäenpää, Joppen, Röseler, Seip , Fleuren, Maguire 46' ( Wildschut), Radosavljevič, Van Haaren, Türk, Cullen 80' ( Nwofor), Linssen | Vandenbussche, Zuiverloon, Gouweleeuw, Zomer 52' ( Raitala ), Kum, Mareček , Đuričić, Kums , De Ridder 88' ( Tannane), Finnbogason, Van La Parra 61' ( Pappa) |  |
| Stadion: Seacon Stadion - De Koel -, Venlo Toeschouwers: 6.666 Arbiter: Bossen |             |           |                 | Mäenpää, Joppen, Röseler, Seip , Fleuren, Maguire 46' ( Wildschut), Radosavljevič, Van Haaren, Türk, Cullen 80' ( Nwofor), Linssen | Vandenbussche, Zuiverloon, Gouweleeuw, Zomer 52' ( Raitala ), Kum, Mareček , Đuričić, Kums , De Ridder 88' ( Tannane), Finnbogason, Van La Parra 61' ( Pappa) |  |
|                                                                                |             |           |                 | | |  |

Speelronde 15:
| Vrijdag 30 november 2012, 20:00                                            | PEC Zwolle | 0-0 (0-0) | VVV-Venlo | Opstelling PEC Zwolle                                                                                                 | Opstelling VVV-Venlo |  |
| Stadion: IJsseldelta Stadion, Zwolle Toeschouwers: 10.979 Arbiter: Nijhuis |            |           |           | Boer, Van Polen , Lachman, Aafjes, Achenteh, Drost 73' ( Slot), Pluim, Broerse, Reniers 73' ( Benson), Avdić, Mokhtar | Mäenpää, Joppen, Röseler, Seip , Fleuren, Türk, Radosavljevič, Van Haaren 63' ( Maguire), Linssen, Cullen 73' ( Ōtsu), Wildschut |  |
| Stadion: IJsseldelta Stadion, Zwolle Toeschouwers: 10.979 Arbiter: Nijhuis |            |           |           | Boer, Van Polen , Lachman, Aafjes, Achenteh, Drost 73' ( Slot), Pluim, Broerse, Reniers 73' ( Benson), Avdić, Mokhtar | Mäenpää, Joppen, Röseler, Seip , Fleuren, Türk, Radosavljevič, Van Haaren 63' ( Maguire), Linssen, Cullen 73' ( Ōtsu), Wildschut |  |
| Stadion: IJsseldelta Stadion, Zwolle Toeschouwers: 10.979 Arbiter: Nijhuis |            |           |           | Boer, Van Polen , Lachman, Aafjes, Achenteh, Drost 73' ( Slot), Pluim, Broerse, Reniers 73' ( Benson), Avdić, Mokhtar | Mäenpää, Joppen, Röseler, Seip , Fleuren, Türk, Radosavljevič, Van Haaren 63' ( Maguire), Linssen, Cullen 73' ( Ōtsu), Wildschut |  |
|                                                                            |            |           |           | | |  |

Speelronde 16:
| Zondag 9 december 2012, 14:30                                                    | VVV-Venlo                       | 3-1 (1-1) | Vitesse        | Opstelling VVV-Venlo | Opstelling Vitesse |  |
| Stadion: Seacon Stadion - De Koel -, Venlo Toeschouwers: 6.500 Arbiter: Makkelie | Ōtsu 40' Linssen 56' Cullen 80' |           | 10' Van Ginkel | Mäenpää, Joppen, Röseler, Seip , Fleuren, Maguire, Radosavljevič, Van Haaren, Türk 35' ( Ōtsu), Cullen, Linssen 77' ( Ammi) | Velthuizen, Kalas, Kasjia, Van der Heijden, Van Aanholt, Janssen, Van Ginkel, Ibarra 58' ( Havenaar), Kakuta , Bony, Reis |  |
| Stadion: Seacon Stadion - De Koel -, Venlo Toeschouwers: 6.500 Arbiter: Makkelie |                                 |           |                | Mäenpää, Joppen, Röseler, Seip , Fleuren, Maguire, Radosavljevič, Van Haaren, Türk 35' ( Ōtsu), Cullen, Linssen 77' ( Ammi) | Velthuizen, Kalas, Kasjia, Van der Heijden, Van Aanholt, Janssen, Van Ginkel, Ibarra 58' ( Havenaar), Kakuta , Bony, Reis |  |
| Stadion: Seacon Stadion - De Koel -, Venlo Toeschouwers: 6.500 Arbiter: Makkelie |                                 |           |                | Mäenpää, Joppen, Röseler, Seip , Fleuren, Maguire, Radosavljevič, Van Haaren, Türk 35' ( Ōtsu), Cullen, Linssen 77' ( Ammi) | Velthuizen, Kalas, Kasjia, Van der Heijden, Van Aanholt, Janssen, Van Ginkel, Ibarra 58' ( Havenaar), Kakuta , Bony, Reis |  |
|                                                                                  |                                 |           |                | | |  |

Speelronde 17:
| Zaterdag 15 december 2012, 19:45                                     | FC Groningen | 0-0 (0-0) | VVV-Venlo | Opstelling FC Groningen | Opstelling VVV-Venlo |  |
| Stadion: Euroborg, Groningen Toeschouwers: 20.587 Arbiter: Gözübüyük |              |           |           | Luciano , Kappelhof, Van Dijk, Kwakman, Burnet, Van Moorsel 81' ( Kieftenbeld), De Leeuw 86' ( Živković), Ajilore, Bacuna 6', Zeefuik , Kirm 52' ( Bos) | Mäenpää, Joppen , Röseler , Seip , Fleuren, Maguire 66' ( Wildschut), Radosavljevič, Van Haaren, Ōtsu 76' ( Nwofor), Cullen 86' ( Bergkamp), Linssen |  |
| Stadion: Euroborg, Groningen Toeschouwers: 20.587 Arbiter: Gözübüyük |              |           |           | Luciano , Kappelhof, Van Dijk, Kwakman, Burnet, Van Moorsel 81' ( Kieftenbeld), De Leeuw 86' ( Živković), Ajilore, Bacuna 6', Zeefuik , Kirm 52' ( Bos) | Mäenpää, Joppen , Röseler , Seip , Fleuren, Maguire 66' ( Wildschut), Radosavljevič, Van Haaren, Ōtsu 76' ( Nwofor), Cullen 86' ( Bergkamp), Linssen |  |
| Stadion: Euroborg, Groningen Toeschouwers: 20.587 Arbiter: Gözübüyük |              |           |           | Luciano , Kappelhof, Van Dijk, Kwakman, Burnet, Van Moorsel 81' ( Kieftenbeld), De Leeuw 86' ( Živković), Ajilore, Bacuna 6', Zeefuik , Kirm 52' ( Bos) | Mäenpää, Joppen , Röseler , Seip , Fleuren, Maguire 66' ( Wildschut), Radosavljevič, Van Haaren, Ōtsu 76' ( Nwofor), Cullen 86' ( Bergkamp), Linssen |  |
|                                                                      |              |           |           | | |  |

Speelronde 18:
| Zondag 23 december 2012, 16:30                                                                           | VVV-Venlo                                     | 2-4 (1-0) | Roda JC                                               | Opstelling VVV-Venlo | Opstelling Roda JC |  |
| Stadion: Seacon Stadion - De Koel -, Venlo Toeschouwers: 7.000 Arbiter: Blom                             | Linssen 40' Maguire 51' Van Haaren 67' (pen.) |           | 53' Lebedyński 56' Delorge 56' Fledderus 65' Sutchuin | Mäenpää, Joppen, Röseler, Vorstermans 80' ( Altheer), Fleuren , Maguire, Radosavljevič, Van Haaren 70' ( Wildschut), Ōtsu, Cullen 66' ( Nwofor), Linssen | Kurto, Monteyne, Biemans, Danilo 66', Hempte, Delorge 62' ( Sutchuin), Fledderus, Affane 68' ( Wielaert), Donald 46' ( Lebedyński), Hupperts, Malki |  |
| Stadion: Seacon Stadion - De Koel -, Venlo Toeschouwers: 7.000 Arbiter: Blom                             |                                               |           |                                                       | Mäenpää, Joppen, Röseler, Vorstermans 80' ( Altheer), Fleuren , Maguire, Radosavljevič, Van Haaren 70' ( Wildschut), Ōtsu, Cullen 66' ( Nwofor), Linssen | Kurto, Monteyne, Biemans, Danilo 66', Hempte, Delorge 62' ( Sutchuin), Fledderus, Affane 68' ( Wielaert), Donald 46' ( Lebedyński), Hupperts, Malki |  |
| Stadion: Seacon Stadion - De Koel -, Venlo Toeschouwers: 7.000 Arbiter: Blom                             |                                               |           |                                                       | Mäenpää, Joppen, Röseler, Vorstermans 80' ( Altheer), Fleuren , Maguire, Radosavljevič, Van Haaren 70' ( Wildschut), Ōtsu, Cullen 66' ( Nwofor), Linssen | Kurto, Monteyne, Biemans, Danilo 66', Hempte, Delorge 62' ( Sutchuin), Fledderus, Affane 68' ( Wielaert), Donald 46' ( Lebedyński), Hupperts, Malki |  |
| Bijz.: Seip automatisch geschorst vanwege 5e gele kaart. Laatste competitiewedstrijd voor de winterstop. |                                               |           |                                                       | | |  |

Speelronde 19:
| Zaterdag 19 januari 2013, 19:45                                             | NAC Breda     | 1-0 (0-0) | VVV-Venlo       | Opstelling NAC Breda | Opstelling VVV-Venlo |  |
| Stadion: Rat Verlegh Stadion, Breda Toeschouwers: 17.100 Arbiter: Braamhaar | Botteghin 90' |           | 13' (pen.) Ōtsu | Ten Rouwelaar , De Roover, Luijckx, Botteghin, Janse , Buijs, Gilissen, Gudelj, Verbeek 83' ( Seuntjens), Hadouir 69' ( Hooi), Lurling 75' ( Schalk) | Mäenpää, Joppen, Röseler, Seip , Fleuren, Radosavljevič, Van Haaren, Ōtsu 88' ( Nwofor), Wildschut, Cullen 74' ( Türk ), Linssen |  |
| Stadion: Rat Verlegh Stadion, Breda Toeschouwers: 17.100 Arbiter: Braamhaar |               |           |                 | Ten Rouwelaar , De Roover, Luijckx, Botteghin, Janse , Buijs, Gilissen, Gudelj, Verbeek 83' ( Seuntjens), Hadouir 69' ( Hooi), Lurling 75' ( Schalk) | Mäenpää, Joppen, Röseler, Seip , Fleuren, Radosavljevič, Van Haaren, Ōtsu 88' ( Nwofor), Wildschut, Cullen 74' ( Türk ), Linssen |  |
| Stadion: Rat Verlegh Stadion, Breda Toeschouwers: 17.100 Arbiter: Braamhaar |               |           |                 | Ten Rouwelaar , De Roover, Luijckx, Botteghin, Janse , Buijs, Gilissen, Gudelj, Verbeek 83' ( Seuntjens), Hadouir 69' ( Hooi), Lurling 75' ( Schalk) | Mäenpää, Joppen, Röseler, Seip , Fleuren, Radosavljevič, Van Haaren, Ōtsu 88' ( Nwofor), Wildschut, Cullen 74' ( Türk ), Linssen |  |
| Bijz.: Eerste competitiewedstrijd na de winterstop.                         |               |           |                 | | |  |

Speelronde 20:
| Vrijdag 25 januari 2013, 20:00                                                  | VVV-Venlo  | 1-4 (0-1) | AZ                                                   | Opstelling VVV-Venlo | Opstelling AZ |  |
| Stadion: Seacon Stadion - De Koel -, Venlo Toeschouwers: 5.900 Arbiter: Kuipers | Nwofor 52' |           | 27' Maher 54' (pen.) Gorter 62' Altidore 66' Reijnen | Mäenpää, Joppen, Röseler , Seip , Fleuren, Radosavljevič , Van Haaren 79' ( Cullen), Türk 85' ( Altheer), Ōtsu 65' ( Wildschut), Nwofor, Linssen | Esteban , Marcellis, Reijnen, Wijnaldum, Gorter, Maher, Henriksen, Elm, Beerens 86' ( Rosheuvel), Altidore, Guðmundsson 62' ( Berghuis) |  |
| Stadion: Seacon Stadion - De Koel -, Venlo Toeschouwers: 5.900 Arbiter: Kuipers |            |           |                                                      | Mäenpää, Joppen, Röseler , Seip , Fleuren, Radosavljevič , Van Haaren 79' ( Cullen), Türk 85' ( Altheer), Ōtsu 65' ( Wildschut), Nwofor, Linssen | Esteban , Marcellis, Reijnen, Wijnaldum, Gorter, Maher, Henriksen, Elm, Beerens 86' ( Rosheuvel), Altidore, Guðmundsson 62' ( Berghuis) |  |
| Stadion: Seacon Stadion - De Koel -, Venlo Toeschouwers: 5.900 Arbiter: Kuipers |            |           |                                                      | Mäenpää, Joppen, Röseler , Seip , Fleuren, Radosavljevič , Van Haaren 79' ( Cullen), Türk 85' ( Altheer), Ōtsu 65' ( Wildschut), Nwofor, Linssen | Esteban , Marcellis, Reijnen, Wijnaldum, Gorter, Maher, Henriksen, Elm, Beerens 86' ( Rosheuvel), Altidore, Guðmundsson 62' ( Berghuis) |  |
|                                                                                 |            |           |                                                      | | |  |

Speelronde 21:
| Zondag 3 februari 2013, 14:30                                                  | VVV-Venlo | 0-3 (0-1) | Ajax                                   | Opstelling VVV-Venlo | Opstelling Ajax |  |
| Stadion: Seacon Stadion - De Koel -, Venlo Toeschouwers: 8.000 Arbiter: Bossen |           |           | 34' De Jong 61' Fischer 82' Boerrigter | Mäenpää, Joppen, Röseler, Seip , Fleuren, Maguire 78' ( Ramsteijn), Radosavljevič 62' ( Ōtsu), Van Haaren, Wildschut , Nwofor, Linssen | Vermeer, Van Rhijn, Alderweireld, Denswil, Blind, Schöne, Poulsen 79' ( Boerrigter), Eriksen 83' ( Hoesen), Lukoki 72' ( Sigþórsson), De Jong, Fischer |  |
| Stadion: Seacon Stadion - De Koel -, Venlo Toeschouwers: 8.000 Arbiter: Bossen |           |           |                                        | Mäenpää, Joppen, Röseler, Seip , Fleuren, Maguire 78' ( Ramsteijn), Radosavljevič 62' ( Ōtsu), Van Haaren, Wildschut , Nwofor, Linssen | Vermeer, Van Rhijn, Alderweireld, Denswil, Blind, Schöne, Poulsen 79' ( Boerrigter), Eriksen 83' ( Hoesen), Lukoki 72' ( Sigþórsson), De Jong, Fischer |  |
| Stadion: Seacon Stadion - De Koel -, Venlo Toeschouwers: 8.000 Arbiter: Bossen |           |           |                                        | Mäenpää, Joppen, Röseler, Seip , Fleuren, Maguire 78' ( Ramsteijn), Radosavljevič 62' ( Ōtsu), Van Haaren, Wildschut , Nwofor, Linssen | Vermeer, Van Rhijn, Alderweireld, Denswil, Blind, Schöne, Poulsen 79' ( Boerrigter), Eriksen 83' ( Hoesen), Lukoki 72' ( Sigþórsson), De Jong, Fischer |  |
|                                                                                |           |           |                                        | | |  |

Speelronde 22:
| Zaterdag 9 februari 2013, 19:45                                                 | sc Heerenveen               | 2-2 (0-1) | VVV-Venlo           | Opstelling sc Heerenveen | Opstelling VVV-Venlo |  |
| Stadion: Abe Lenstra Stadion, Heerenveen Toeschouwers: 24.663 Arbiter: Wegereef | Mareček 69' Finnbogason 90' |           | 36' Nwofor 68' Seip | Nordfeldt, Zuiverloon 46' ( Van Anholt), Kum , Van den Berg, Raitala, De Roon 79' ( Ziyech), Kums, Mareček, El Ghanassy 61' ( Van La Parra), Finnbogason, Đuričić | Mäenpää, Joppen, Röseler, Seip , Fleuren , Maguire, Ramsteijn, Türk, Nwofor 63' ( Wildschut), Cullen , Linssen 87' ( Ōtsu) |  |
| Stadion: Abe Lenstra Stadion, Heerenveen Toeschouwers: 24.663 Arbiter: Wegereef |                             |           |                     | Nordfeldt, Zuiverloon 46' ( Van Anholt), Kum , Van den Berg, Raitala, De Roon 79' ( Ziyech), Kums, Mareček, El Ghanassy 61' ( Van La Parra), Finnbogason, Đuričić | Mäenpää, Joppen, Röseler, Seip , Fleuren , Maguire, Ramsteijn, Türk, Nwofor 63' ( Wildschut), Cullen , Linssen 87' ( Ōtsu) |  |
| Stadion: Abe Lenstra Stadion, Heerenveen Toeschouwers: 24.663 Arbiter: Wegereef |                             |           |                     | Nordfeldt, Zuiverloon 46' ( Van Anholt), Kum , Van den Berg, Raitala, De Roon 79' ( Ziyech), Kums, Mareček, El Ghanassy 61' ( Van La Parra), Finnbogason, Đuričić | Mäenpää, Joppen, Röseler, Seip , Fleuren , Maguire, Ramsteijn, Türk, Nwofor 63' ( Wildschut), Cullen , Linssen 87' ( Ōtsu) |  |
|                                                                                 |                             |           |                     | | |  |

Speelronde 23:
| Vrijdag 15 februari 2013, 20:00                                             | N.E.C.            | 1-2 (1-1) | VVV-Venlo              | Opstelling N.E.C. | Opstelling VVV-Venlo |  |
| Stadion: Stadion De Goffert, Nijmegen Toeschouwers: 12.049 Arbiter: Sanders | Van der Velden 6' |           | 11' Nwofor 72' Linssen | Babos, Will 65', Breuer, Van Eijden, Amieux, Koolwijk , Falkenburg , Van der Velden , Foor 56' ( George), Platje 56' ( Boymans), Rieks 80' ( Van den Meiracker) | Mäenpää, Joppen , Röseler, Seip , Fleuren, Maguire, Ramsteijn, Radosavljevič 72' ( Van Haaren), Türk, Nwofor 90' ( Ōtsu), Linssen 88' ( Wildschut) |  |
| Stadion: Stadion De Goffert, Nijmegen Toeschouwers: 12.049 Arbiter: Sanders |                   |           |                        | Babos, Will 65', Breuer, Van Eijden, Amieux, Koolwijk , Falkenburg , Van der Velden , Foor 56' ( George), Platje 56' ( Boymans), Rieks 80' ( Van den Meiracker) | Mäenpää, Joppen , Röseler, Seip , Fleuren, Maguire, Ramsteijn, Radosavljevič 72' ( Van Haaren), Türk, Nwofor 90' ( Ōtsu), Linssen 88' ( Wildschut) |  |
| Stadion: Stadion De Goffert, Nijmegen Toeschouwers: 12.049 Arbiter: Sanders |                   |           |                        | Babos, Will 65', Breuer, Van Eijden, Amieux, Koolwijk , Falkenburg , Van der Velden , Foor 56' ( George), Platje 56' ( Boymans), Rieks 80' ( Van den Meiracker) | Mäenpää, Joppen , Röseler, Seip , Fleuren, Maguire, Ramsteijn, Radosavljevič 72' ( Van Haaren), Türk, Nwofor 90' ( Ōtsu), Linssen 88' ( Wildschut) |  |
|                                                                             |                   |           |                        | | |  |

Speelronde 24:
| Zaterdag 23 februari 2013, 19:45                                                     | VVV-Venlo | 1-0 (1-0) | RKC Waalwijk | Opstelling VVV-Venlo                                                                                                  | Opstelling RKC Waalwijk |  |
| Stadion: Seacon Stadion - De Koel -, Venlo Toeschouwers: 5.950 Arbiter: Pots, België | Seip 78'  |           |              | Mäenpää, Joppen, Röseler, Seip , Fleuren , Maguire, Ramsteijn, Radosavljevič, Türk 78' ( Van Haaren), Nwofor, Linssen | Zoet, Lamey , Drost 85' ( Ramos), Martina, Van Peppen, Duits 46' ( Braber), Najah, Boukhari, Jozefzoon 76' ( Zeldenrust), Chevalier, Lieder |  |
| Stadion: Seacon Stadion - De Koel -, Venlo Toeschouwers: 5.950 Arbiter: Pots, België |           |           |              | Mäenpää, Joppen, Röseler, Seip , Fleuren , Maguire, Ramsteijn, Radosavljevič, Türk 78' ( Van Haaren), Nwofor, Linssen | Zoet, Lamey , Drost 85' ( Ramos), Martina, Van Peppen, Duits 46' ( Braber), Najah, Boukhari, Jozefzoon 76' ( Zeldenrust), Chevalier, Lieder |  |
| Stadion: Seacon Stadion - De Koel -, Venlo Toeschouwers: 5.950 Arbiter: Pots, België |           |           |              | Mäenpää, Joppen, Röseler, Seip , Fleuren , Maguire, Ramsteijn, Radosavljevič, Türk 78' ( Van Haaren), Nwofor, Linssen | Zoet, Lamey , Drost 85' ( Ramos), Martina, Van Peppen, Duits 46' ( Braber), Najah, Boukhari, Jozefzoon 76' ( Zeldenrust), Chevalier, Lieder |  |
|                                                                                      |           |           |              | | |  |

Speelronde 25:
| Zaterdag 2 maart 2013, 19:45                                           | PSV                     | 2-0 (1-0) | VVV-Venlo | Opstelling PSV | Opstelling VVV-Venlo |  |
| Stadion: Philips Stadion, Eindhoven Toeschouwers: 32.600 Arbiter: Blom | Depay 3' Van Bommel 90' |           |           | Waterman, Hutchinson, Marcelo, Derijck, Willems, Van Bommel, Wijnaldum, Hiljemark , Depay, Locadia, Mertens 59' ( Toivonen) | Mäenpää, Joppen, Röseler, Seip , Fleuren, Maguire, Ramsteijn 66' ( Van Haaren), Radosavljevič, Türk, Wildschut 59' ( Ōtsu), Linssen 77' ( Cullen) |  |
| Stadion: Philips Stadion, Eindhoven Toeschouwers: 32.600 Arbiter: Blom |                         |           |           | Waterman, Hutchinson, Marcelo, Derijck, Willems, Van Bommel, Wijnaldum, Hiljemark , Depay, Locadia, Mertens 59' ( Toivonen) | Mäenpää, Joppen, Röseler, Seip , Fleuren, Maguire, Ramsteijn 66' ( Van Haaren), Radosavljevič, Türk, Wildschut 59' ( Ōtsu), Linssen 77' ( Cullen) |  |
| Stadion: Philips Stadion, Eindhoven Toeschouwers: 32.600 Arbiter: Blom |                         |           |           | Waterman, Hutchinson, Marcelo, Derijck, Willems, Van Bommel, Wijnaldum, Hiljemark , Depay, Locadia, Mertens 59' ( Toivonen) | Mäenpää, Joppen, Röseler, Seip , Fleuren, Maguire, Ramsteijn 66' ( Van Haaren), Radosavljevič, Türk, Wildschut 59' ( Ōtsu), Linssen 77' ( Cullen) |  |
|                                                                        |                         |           |           | | |  |

Speelronde 26:
| Zaterdag 9 maart 2013, 19:45                                                     | Willem II | 1-0 (0-0) | VVV-Venlo | Opstelling Willem II | Opstelling VVV-Venlo |  |
| Stadion: Koning Willem II Stadion, Tilburg Toeschouwers: 14.000 Arbiter: Kuipers | Guijt 89' |           |           | Meul, Cornelisse, Haastrup 67' ( Lumu), Peters, Jallo, Haemhouts, Ippel 80' ( Akouili), Hofs 43' ( Guijt ), Misidjan, Joachim, Höcher | Mäenpää, Joppen, Röseler, Seip , Fleuren, Maguire, Ramsteijn 90' ( Bergkamp), Radosavljevič, Van Haaren 71' ( Wildschut), Ōtsu 75' ( Cullen), Linssen |  |
| Stadion: Koning Willem II Stadion, Tilburg Toeschouwers: 14.000 Arbiter: Kuipers |           |           |           | Meul, Cornelisse, Haastrup 67' ( Lumu), Peters, Jallo, Haemhouts, Ippel 80' ( Akouili), Hofs 43' ( Guijt ), Misidjan, Joachim, Höcher | Mäenpää, Joppen, Röseler, Seip , Fleuren, Maguire, Ramsteijn 90' ( Bergkamp), Radosavljevič, Van Haaren 71' ( Wildschut), Ōtsu 75' ( Cullen), Linssen |  |
| Stadion: Koning Willem II Stadion, Tilburg Toeschouwers: 14.000 Arbiter: Kuipers |           |           |           | Meul, Cornelisse, Haastrup 67' ( Lumu), Peters, Jallo, Haemhouts, Ippel 80' ( Akouili), Hofs 43' ( Guijt ), Misidjan, Joachim, Höcher | Mäenpää, Joppen, Röseler, Seip , Fleuren, Maguire, Ramsteijn 90' ( Bergkamp), Radosavljevič, Van Haaren 71' ( Wildschut), Ōtsu 75' ( Cullen), Linssen |  |
|                                                                                  |           |           |           | | |  |

Speelronde 27:
| Zaterdag 16 maart 2013, 19:45                                                     | VVV-Venlo | 0-2 (0-0) | Heracles Almelo           | Opstelling VVV-Venlo | Opstelling Heracles Almelo |  |
| Stadion: Seacon Stadion - De Koel -, Venlo Toeschouwers: 7.100 Arbiter: Gözübüyük |           |           | 61' Everton 67' Te Wierik | Mäenpää, Joppen, Röseler, Seip , Leiwakabessy, Maguire, Ramsteijn 69' ( Türk), Radosavljevič, Linssen, Cullen 73' ( Bergkamp), Wildschut | Pasveer, Te Wierik, Rienstra, Koenders, Dorda , Quansah , Vejinović 79' ( Paljić), Belterman, Gouriye 89' ( Van Mieghem), Castillion, Everton |  |
| Stadion: Seacon Stadion - De Koel -, Venlo Toeschouwers: 7.100 Arbiter: Gözübüyük |           |           |                           | Mäenpää, Joppen, Röseler, Seip , Leiwakabessy, Maguire, Ramsteijn 69' ( Türk), Radosavljevič, Linssen, Cullen 73' ( Bergkamp), Wildschut | Pasveer, Te Wierik, Rienstra, Koenders, Dorda , Quansah , Vejinović 79' ( Paljić), Belterman, Gouriye 89' ( Van Mieghem), Castillion, Everton |  |
| Stadion: Seacon Stadion - De Koel -, Venlo Toeschouwers: 7.100 Arbiter: Gözübüyük |           |           |                           | Mäenpää, Joppen, Röseler, Seip , Leiwakabessy, Maguire, Ramsteijn 69' ( Türk), Radosavljevič, Linssen, Cullen 73' ( Bergkamp), Wildschut | Pasveer, Te Wierik, Rienstra, Koenders, Dorda , Quansah , Vejinović 79' ( Paljić), Belterman, Gouriye 89' ( Van Mieghem), Castillion, Everton |  |
|                                                                                   |           |           |                           | | |  |

Speelronde 28:
| Zaterdag 30 maart 2013, 19:45                                              | FC Utrecht             | 2-1 (2-1) | VVV-Venlo   | Opstelling FC Utrecht | Opstelling VVV-Venlo |  |
| Stadion: Stadion Galgenwaard, Utrecht Toeschouwers: 19.245 Arbiter: Higler | Duplan 5' De Kogel 16' |           | 37' Linssen | Ruiter, Van der Maarel, Wuytens, Heerings, Bulthuis, Duplan, Kali, Toornstra 83' ( Mårtensson), Asare 55' ( Oar), De Kogel 72' ( Mulenga), Van der Gun | Mäenpää, Joppen, Röseler, Ramsteijn, Leiwakabessy , Maguire 79' ( Ōtsu), Radosavljevič , Türk 82' ( Van Haaren), Linssen 82' ( Bergkamp), Cullen, Wildschut |  |
| Stadion: Stadion Galgenwaard, Utrecht Toeschouwers: 19.245 Arbiter: Higler |                        |           |             | Ruiter, Van der Maarel, Wuytens, Heerings, Bulthuis, Duplan, Kali, Toornstra 83' ( Mårtensson), Asare 55' ( Oar), De Kogel 72' ( Mulenga), Van der Gun | Mäenpää, Joppen, Röseler, Ramsteijn, Leiwakabessy , Maguire 79' ( Ōtsu), Radosavljevič , Türk 82' ( Van Haaren), Linssen 82' ( Bergkamp), Cullen, Wildschut |  |
| Stadion: Stadion Galgenwaard, Utrecht Toeschouwers: 19.245 Arbiter: Higler |                        |           |             | Ruiter, Van der Maarel, Wuytens, Heerings, Bulthuis, Duplan, Kali, Toornstra 83' ( Mårtensson), Asare 55' ( Oar), De Kogel 72' ( Mulenga), Van der Gun | Mäenpää, Joppen, Röseler, Ramsteijn, Leiwakabessy , Maguire 79' ( Ōtsu), Radosavljevič , Türk 82' ( Van Haaren), Linssen 82' ( Bergkamp), Cullen, Wildschut |  |
| Bijz.: Seip automatisch geschorst vanwege 7e gele kaart.                   |                        |           |             | | |  |

Speelronde 29:
| Vrijdag 5 april 2013, 20:00                                                   | Feyenoord | 1-0 (0-0) | VVV-Venlo | Opstelling Feyenoord | Opstelling VVV-Venlo |  |
| Stadion: Stadion Feijenoord, Rotterdam Toeschouwers: 47.000 Arbiter: Makkelie | Pellè 71' |           |           | Mulder, Janmaat, De Vrij , Mathijsen, Martins Indi, Vormer, Vilhena, Singh 60' ( Goossens), Schaken, Pellè, Boëtius 46' ( Cissé) | Mäenpää, Joppen, Röseler, Seip , Leiwakabessy, Maguire 75' ( Ōtsu), Radosavljevič 85' ( Bergkamp), Van Haaren, Türk, Cullen 75' ( Wildschut), Linssen |  |
| Stadion: Stadion Feijenoord, Rotterdam Toeschouwers: 47.000 Arbiter: Makkelie |           |           |           | Mulder, Janmaat, De Vrij , Mathijsen, Martins Indi, Vormer, Vilhena, Singh 60' ( Goossens), Schaken, Pellè, Boëtius 46' ( Cissé) | Mäenpää, Joppen, Röseler, Seip , Leiwakabessy, Maguire 75' ( Ōtsu), Radosavljevič 85' ( Bergkamp), Van Haaren, Türk, Cullen 75' ( Wildschut), Linssen |  |
| Stadion: Stadion Feijenoord, Rotterdam Toeschouwers: 47.000 Arbiter: Makkelie |           |           |           | Mulder, Janmaat, De Vrij , Mathijsen, Martins Indi, Vormer, Vilhena, Singh 60' ( Goossens), Schaken, Pellè, Boëtius 46' ( Cissé) | Mäenpää, Joppen, Röseler, Seip , Leiwakabessy, Maguire 75' ( Ōtsu), Radosavljevič 85' ( Bergkamp), Van Haaren, Türk, Cullen 75' ( Wildschut), Linssen |  |
|                                                                               |           |           |           | | |  |

Speelronde 30:
| Vrijdag 12 april 2013, 20:00                                                        | VVV-Venlo | 0-2 (0-0) | PEC Zwolle            | Opstelling VVV-Venlo | Opstelling PEC Zwolle |  |
| Stadion: Seacon Stadion - De Koel -, Venlo Toeschouwers: 7.100 Arbiter: Wiedemeijer |           |           | 12' Benson 63' Benson | Mäenpää, Joppen, Röseler, Seip , Leiwakabessy, Maguire 67' ( Ōtsu ), Radosavljevič 62' ( Van Haaren), Türk, Nwofor, Cullen 62' ( Wildschut), Linssen | Boer, Van Polen, Lachman, Van der Werff, Achenteh, Gravenbeek 72' ( Valpoort), Klich, Saymak 79' ( Drost), Pluim, Mokhtar, Benson 90' ( Avdić) |  |
| Stadion: Seacon Stadion - De Koel -, Venlo Toeschouwers: 7.100 Arbiter: Wiedemeijer |           |           |                       | Mäenpää, Joppen, Röseler, Seip , Leiwakabessy, Maguire 67' ( Ōtsu ), Radosavljevič 62' ( Van Haaren), Türk, Nwofor, Cullen 62' ( Wildschut), Linssen | Boer, Van Polen, Lachman, Van der Werff, Achenteh, Gravenbeek 72' ( Valpoort), Klich, Saymak 79' ( Drost), Pluim, Mokhtar, Benson 90' ( Avdić) |  |
| Stadion: Seacon Stadion - De Koel -, Venlo Toeschouwers: 7.100 Arbiter: Wiedemeijer |           |           |                       | Mäenpää, Joppen, Röseler, Seip , Leiwakabessy, Maguire 67' ( Ōtsu ), Radosavljevič 62' ( Van Haaren), Türk, Nwofor, Cullen 62' ( Wildschut), Linssen | Boer, Van Polen, Lachman, Van der Werff, Achenteh, Gravenbeek 72' ( Valpoort), Klich, Saymak 79' ( Drost), Pluim, Mokhtar, Benson 90' ( Avdić) |  |
|                                                                                     |           |           |                       | | |  |

Speelronde 31:
| Zondag 21 april 2013, 12:30                                                  | VVV-Venlo              | 2-2 (2-0) | FC Twente                    | Opstelling VVV-Venlo | Opstelling FC Twente |  |
| Stadion: Seacon Stadion - De Koel -, Venlo Toeschouwers: 5.700 Arbiter: Vink | Röseler 18' Nwofor 23' |           | 58' Bengtsson 59' Castaignos | Mäenpää, Joppen, Röseler, Seip , Leiwakabessy, Ammi 77' ( Van Haaren), Ramsteijn, Radosavljevič, Ōtsu 62' ( Wildschut), Nwofor, Linssen 71' ( Türk) | Michajlov, Breukers 82' ( Rosales), Douglas, Bengtsson, Braafheid, Janssen 46' ( Hölscher), Fer, Gutiérrez, Tadić, Chadli 85' ( Boelykin), Castaignos |  |
| Stadion: Seacon Stadion - De Koel -, Venlo Toeschouwers: 5.700 Arbiter: Vink |                        |           |                              | Mäenpää, Joppen, Röseler, Seip , Leiwakabessy, Ammi 77' ( Van Haaren), Ramsteijn, Radosavljevič, Ōtsu 62' ( Wildschut), Nwofor, Linssen 71' ( Türk) | Michajlov, Breukers 82' ( Rosales), Douglas, Bengtsson, Braafheid, Janssen 46' ( Hölscher), Fer, Gutiérrez, Tadić, Chadli 85' ( Boelykin), Castaignos |  |
| Stadion: Seacon Stadion - De Koel -, Venlo Toeschouwers: 5.700 Arbiter: Vink |                        |           |                              | Mäenpää, Joppen, Röseler, Seip , Leiwakabessy, Ammi 77' ( Van Haaren), Ramsteijn, Radosavljevič, Ōtsu 62' ( Wildschut), Nwofor, Linssen 71' ( Türk) | Michajlov, Breukers 82' ( Rosales), Douglas, Bengtsson, Braafheid, Janssen 46' ( Hölscher), Fer, Gutiérrez, Tadić, Chadli 85' ( Boelykin), Castaignos |  |
|                                                                              |                        |           |                              | | |  |

Speelronde 32:
| Zaterdag 27 april 2013, 19:45                                           | ADO Den Haag   | 1-1 (0-1) | VVV-Venlo  | Opstelling ADO Den Haag | Opstelling VVV-Venlo |  |
| Stadion: Kyocera Stadion, Den Haag Toeschouwers: 9.300 Arbiter: Nijhuis | Van Duinen 84' |           | 14' Nwofor | Coutinho, Omeruo, Wormgoor, Beugelsdijk 46' ( Vicento), Koppers 46' ( Supusepa), Malone, Holla, Meijers, Poepon, Van Duinen, Chery | Mäenpää, Joppen, Ramsteijn, Seip , Leiwakabessy, Ammi 61' ( Maguire), Radosavljevič, Van Haaren, Türk, Nwofor 87' ( Cullen), Linssen 81' ( Wildschut) |  |
| Stadion: Kyocera Stadion, Den Haag Toeschouwers: 9.300 Arbiter: Nijhuis |                |           |            | Coutinho, Omeruo, Wormgoor, Beugelsdijk 46' ( Vicento), Koppers 46' ( Supusepa), Malone, Holla, Meijers, Poepon, Van Duinen, Chery | Mäenpää, Joppen, Ramsteijn, Seip , Leiwakabessy, Ammi 61' ( Maguire), Radosavljevič, Van Haaren, Türk, Nwofor 87' ( Cullen), Linssen 81' ( Wildschut) |  |
| Stadion: Kyocera Stadion, Den Haag Toeschouwers: 9.300 Arbiter: Nijhuis |                |           |            | Coutinho, Omeruo, Wormgoor, Beugelsdijk 46' ( Vicento), Koppers 46' ( Supusepa), Malone, Holla, Meijers, Poepon, Van Duinen, Chery | Mäenpää, Joppen, Ramsteijn, Seip , Leiwakabessy, Ammi 61' ( Maguire), Radosavljevič, Van Haaren, Türk, Nwofor 87' ( Cullen), Linssen 81' ( Wildschut) |  |
|                                                                         |                |           |            | | |  |

Speelronde 33:
| Zondag 5 mei 2013, 12:30                                                        | VVV-Venlo | 0-0 (0-0) | FC Groningen | Opstelling VVV-Venlo | Opstelling FC Groningen |  |
| Stadion: Seacon Stadion - De Koel -, Venlo Toeschouwers: 5.001 Arbiter: Kuipers |           |           |              | Mäenpää, Joppen, Röseler, Ramsteijn, Leiwakabessy , Ammi 76' ( Wildschut), Van Haaren 68' ( Cullen), Radosavljevič, Türk 82' ( Maguire), Nwofor, Linssen | Bizot, Magnasco, Van Dijk, Kwakman, Burnet, Bacuna, De Leeuw , Lindgren 85' ( Ajilore), Texeira 85' ( Christovão), Zeefuik 73' ( Schet), Kirm |  |
| Stadion: Seacon Stadion - De Koel -, Venlo Toeschouwers: 5.001 Arbiter: Kuipers |           |           |              | Mäenpää, Joppen, Röseler, Ramsteijn, Leiwakabessy , Ammi 76' ( Wildschut), Van Haaren 68' ( Cullen), Radosavljevič, Türk 82' ( Maguire), Nwofor, Linssen | Bizot, Magnasco, Van Dijk, Kwakman, Burnet, Bacuna, De Leeuw , Lindgren 85' ( Ajilore), Texeira 85' ( Christovão), Zeefuik 73' ( Schet), Kirm |  |
| Stadion: Seacon Stadion - De Koel -, Venlo Toeschouwers: 5.001 Arbiter: Kuipers |           |           |              | Mäenpää, Joppen, Röseler, Ramsteijn, Leiwakabessy , Ammi 76' ( Wildschut), Van Haaren 68' ( Cullen), Radosavljevič, Türk 82' ( Maguire), Nwofor, Linssen | Bizot, Magnasco, Van Dijk, Kwakman, Burnet, Bacuna, De Leeuw , Lindgren 85' ( Ajilore), Texeira 85' ( Christovão), Zeefuik 73' ( Schet), Kirm |  |
|                                                                                 |           |           |              | | |  |

Speelronde 34:
| Zondag 12 mei 2013, 14:30                                       | Vitesse | 0-1 (0-1) | VVV-Venlo   | Opstelling Vitesse | Opstelling VVV-Venlo |  |
| Stadion: Gelredome, Arnhem Toeschouwers: 18.563 Arbiter: Bossen |         |           | 27' Linssen | Velthuizen, Kalas, Van der Struijk, Van der Heijden 73' ( Cziommer), Van Aanholt, Janssen, Havenaar, Van Ginkel, Ibarra, Bony, Kakuta 64' ( Reis) | Mäenpää, Joppen, Röseler, Seip , Leiwakabessy, Ammi 69' ( Wildschut), Ramsteijn, Radosavljevič, Türk 81' ( Cullen), Nwofor, Linssen 73' ( Maguire) |  |
| Stadion: Gelredome, Arnhem Toeschouwers: 18.563 Arbiter: Bossen |         |           |             | Velthuizen, Kalas, Van der Struijk, Van der Heijden 73' ( Cziommer), Van Aanholt, Janssen, Havenaar, Van Ginkel, Ibarra, Bony, Kakuta 64' ( Reis) | Mäenpää, Joppen, Röseler, Seip , Leiwakabessy, Ammi 69' ( Wildschut), Ramsteijn, Radosavljevič, Türk 81' ( Cullen), Nwofor, Linssen 73' ( Maguire) |  |
| Stadion: Gelredome, Arnhem Toeschouwers: 18.563 Arbiter: Bossen |         |           |             | Velthuizen, Kalas, Van der Struijk, Van der Heijden 73' ( Cziommer), Van Aanholt, Janssen, Havenaar, Van Ginkel, Ibarra, Bony, Kakuta 64' ( Reis) | Mäenpää, Joppen, Röseler, Seip , Leiwakabessy, Ammi 69' ( Wildschut), Ramsteijn, Radosavljevič, Türk 81' ( Cullen), Nwofor, Linssen 73' ( Maguire) |  |
|                                                                 |         |           |             | | |  |

### Play-offs om promotie/degradatie
Tweede ronde, heenwedstrijd:
| Donderdag 16 mei 2013, 18:45                                             | Go Ahead Eagles | 1-0 (0-0) | VVV-Venlo | Opstelling Go Ahead Eagles                                                                                           | Opstelling VVV-Venlo |  |
| Stadion: De Adelaarshorst, Deventer Toeschouwers: 4.872 Arbiter: Nijhuis | Schenk 80'      |           |           | Marsman, Heerkens, Vriends, Van der Linden, Schenk, Promes, Overgoor, Türüç, Antonia, Kolder, Houtkoop 77' ( Peters) | Mäenpää, Joppen, Röseler , Seip , Leiwakabessy, Ammi 77' ( Maguire), Ramsteijn 82' ( Cullen), Radosavljevič, Türk , Nwofor, Linssen 58' ( Wildschut) |  |
| Stadion: De Adelaarshorst, Deventer Toeschouwers: 4.872 Arbiter: Nijhuis |                 |           |           | Marsman, Heerkens, Vriends, Van der Linden, Schenk, Promes, Overgoor, Türüç, Antonia, Kolder, Houtkoop 77' ( Peters) | Mäenpää, Joppen, Röseler , Seip , Leiwakabessy, Ammi 77' ( Maguire), Ramsteijn 82' ( Cullen), Radosavljevič, Türk , Nwofor, Linssen 58' ( Wildschut) |  |
| Stadion: De Adelaarshorst, Deventer Toeschouwers: 4.872 Arbiter: Nijhuis |                 |           |           | Marsman, Heerkens, Vriends, Van der Linden, Schenk, Promes, Overgoor, Türüç, Antonia, Kolder, Houtkoop 77' ( Peters) | Mäenpää, Joppen, Röseler , Seip , Leiwakabessy, Ammi 77' ( Maguire), Ramsteijn 82' ( Cullen), Radosavljevič, Türk , Nwofor, Linssen 58' ( Wildschut) |  |
|                                                                          |                 |           |           | | |  |

Tweede ronde, return:
| Zondag 19 mei 2013, 14:30                                                    | VVV-Venlo | 0-3 (0-1) | Go Ahead Eagles                   | Opstelling VVV-Venlo | Opstelling Go Ahead Eagles |  |
| Stadion: Seacon Stadion - De Koel -, Venlo Toeschouwers: 6.200 Arbiter: Blom |           |           | 14' Antonia 81' Promes 89' Kolder | Mäenpää, Joppen, Röseler, Seip , Leiwakabessy 71' ( Reimerink), Ammi 46' ( Wildschut), Radosavljevič, Türk, Nwofor, Cullen 46' ( Bergkamp), Linssen | Marsman , Heerkens 78' ( Kromkamp), Vriends, Van der Linden, Schenk , Promes, Overgoor, Türüç 84' ( Peters), Antonia, Kolder, Houtkoop 63' ( Kaak) |  |
| Stadion: Seacon Stadion - De Koel -, Venlo Toeschouwers: 6.200 Arbiter: Blom |           |           |                                   | Mäenpää, Joppen, Röseler, Seip , Leiwakabessy 71' ( Reimerink), Ammi 46' ( Wildschut), Radosavljevič, Türk, Nwofor, Cullen 46' ( Bergkamp), Linssen | Marsman , Heerkens 78' ( Kromkamp), Vriends, Van der Linden, Schenk , Promes, Overgoor, Türüç 84' ( Peters), Antonia, Kolder, Houtkoop 63' ( Kaak) |  |
| Stadion: Seacon Stadion - De Koel -, Venlo Toeschouwers: 6.200 Arbiter: Blom |           |           |                                   | Mäenpää, Joppen, Röseler, Seip , Leiwakabessy 71' ( Reimerink), Ammi 46' ( Wildschut), Radosavljevič, Türk, Nwofor, Cullen 46' ( Bergkamp), Linssen | Marsman , Heerkens 78' ( Kromkamp), Vriends, Van der Linden, Schenk , Promes, Overgoor, Türüç 84' ( Peters), Antonia, Kolder, Houtkoop 63' ( Kaak) |  |
| Bijz.: VVV uitgeschakeld en gedegradeerd naar de Eerste divisie.             |           |           |                                   | | |  |

### KNVB Beker
Tweede ronde:
| Dinsdag 25 september 2012, 18:45                                      | Go Ahead Eagles                                                             | 4-4 n.v. 2-2 (0-2) 4-3 pen. | VVV-Venlo                                                                         | Opstelling Go Ahead Eagles | Opstelling VVV-Venlo |  |
| Stadion: De Adelaarshorst, Deventer Toeschouwers: 2.251 Arbiter: Vink | Van der Linden 78' Suk 81' Kolder 118' Suk 20' Suk Overgoor Kolder Heerkens |                             | 5' Linssen 38' Linssen 95' Nwofor 120' Nwofor Van Haaren Türk Nwofor Röseler Seip | Marsman, Karami, Heerkens, Van der Linden 80' ( Philips), Misidjan, Suk, Promes, Pot 62' ( Overgoor), Peters 62' ( Antonia ), Kolder, Houtkoop | Mäenpää, Joppen, Röseler, Seip, Leiwakabessy , Radosavljevič, Van Haaren, Türk , Ōtsu 80' ( Meeuwis), Bergkamp 70' ( Nwofor), Linssen 75' ( Wildschut) |  |
| Stadion: De Adelaarshorst, Deventer Toeschouwers: 2.251 Arbiter: Vink |                                                                             |                             |                                                                                   | Marsman, Karami, Heerkens, Van der Linden 80' ( Philips), Misidjan, Suk, Promes, Pot 62' ( Overgoor), Peters 62' ( Antonia ), Kolder, Houtkoop | Mäenpää, Joppen, Röseler, Seip, Leiwakabessy , Radosavljevič, Van Haaren, Türk , Ōtsu 80' ( Meeuwis), Bergkamp 70' ( Nwofor), Linssen 75' ( Wildschut) |  |
| Stadion: De Adelaarshorst, Deventer Toeschouwers: 2.251 Arbiter: Vink |                                                                             |                             |                                                                                   | Marsman, Karami, Heerkens, Van der Linden 80' ( Philips), Misidjan, Suk, Promes, Pot 62' ( Overgoor), Peters 62' ( Antonia ), Kolder, Houtkoop | Mäenpää, Joppen, Röseler, Seip, Leiwakabessy , Radosavljevič, Van Haaren, Türk , Ōtsu 80' ( Meeuwis), Bergkamp 70' ( Nwofor), Linssen 75' ( Wildschut) |  |
| Bijz.: VVV uitgeschakeld.                                             |                                                                             |                             |                                                                                   | | |  |

## Oefenwedstrijden

### Voorbereiding
| Woensdag 4 juli 2012, 19:30                                                         | SV Heythuysen | 0-8 (0-5) | VVV-Venlo                                                                              | Opstelling SV Heythuysen | Opstelling VVV-Venlo |  |
| Stadion: Sportpark Molenhoek, Heythuysen Toeschouwers: 700 Arbiter: Klein Zieverink |               |           | 10' Linssen 28' Cullen 31' Seip 33' Nwofor 43' Cullen 56' Cullen 63' Joppen 89' Cullen | Schreurs, Van Dalen, Ouwerkerk, Theunissen, Lodewijks, Van den Schoor, Tielen, Suntjens, Van de Heuvel, Gorissen, Versluis RESERVEBANK: Geraets, Meerts, Sarton, Boonen, Driessen | Mäenpää 46' ( Heimann), Joppen, Vorstermans 46' ( Heesen), Seip 46' ( Diovany), Fleuren 46' ( Leiwakabessy ), Meeuwis 46' ( Bouwmeester), Türk 46' ( Gielen), Van Haaren 46' ( Kruijsen), Cullen, Nwofor 46' ( Altheer), Linssen |  |
| Stadion: Sportpark Molenhoek, Heythuysen Toeschouwers: 700 Arbiter: Klein Zieverink |               |           |                                                                                        | Schreurs, Van Dalen, Ouwerkerk, Theunissen, Lodewijks, Van den Schoor, Tielen, Suntjens, Van de Heuvel, Gorissen, Versluis RESERVEBANK: Geraets, Meerts, Sarton, Boonen, Driessen | Mäenpää 46' ( Heimann), Joppen, Vorstermans 46' ( Heesen), Seip 46' ( Diovany), Fleuren 46' ( Leiwakabessy ), Meeuwis 46' ( Bouwmeester), Türk 46' ( Gielen), Van Haaren 46' ( Kruijsen), Cullen, Nwofor 46' ( Altheer), Linssen |  |
| Stadion: Sportpark Molenhoek, Heythuysen Toeschouwers: 700 Arbiter: Klein Zieverink |               |           |                                                                                        | Schreurs, Van Dalen, Ouwerkerk, Theunissen, Lodewijks, Van den Schoor, Tielen, Suntjens, Van de Heuvel, Gorissen, Versluis RESERVEBANK: Geraets, Meerts, Sarton, Boonen, Driessen | Mäenpää 46' ( Heimann), Joppen, Vorstermans 46' ( Heesen), Seip 46' ( Diovany), Fleuren 46' ( Leiwakabessy ), Meeuwis 46' ( Bouwmeester), Türk 46' ( Gielen), Van Haaren 46' ( Kruijsen), Cullen, Nwofor 46' ( Altheer), Linssen |  |
| Bijz.: Heimann, Seip en Bouwmeester spelen op proef mee.                            |               |           |                                                                                        | | |  |

| Zaterdag 7 juli 2012, 18:00                                                | EVV        | 1-3 (1-2) | VVV-Venlo                             | Opstelling EVV | Opstelling VVV-Venlo |  |
| Stadion: Sportpark In de Bandert, Echt Toeschouwers: 700 Arbiter: Franssen | Rychlik 2' |           | 6' Altheer 25' Vorstermans 52' Nwofor | Vercruijsse 80' ( Knarren), Op den Kamp, Eberle 60' ( Nijpels), Janssen 80' ( Schuurman), Maessen 80' ( Chergaoui), Van Dessel, Siahaija 60' ( Stoffels), De Wit 80' ( Heijsteeg), Kreukniet 60' ( Dekkers), Evelein 80' ( Jeurissen), Rychlik 60' ( Rullenraad) | Heimann 46' ( Mäenpää), Fleuren 46' ( Joppen), Vorstermans 46' ( Heesen), Seip, Leiwakabessy 46' ( Diovany), Altheer 46' ( Meeuwis ), Kruijsen, Van Haaren 46' ( Gielen), Cullen 46' ( Bouwmeester), Nwofor, Wildschut 46' ( Linssen) |  |
| Stadion: Sportpark In de Bandert, Echt Toeschouwers: 700 Arbiter: Franssen |            |           |                                       | Vercruijsse 80' ( Knarren), Op den Kamp, Eberle 60' ( Nijpels), Janssen 80' ( Schuurman), Maessen 80' ( Chergaoui), Van Dessel, Siahaija 60' ( Stoffels), De Wit 80' ( Heijsteeg), Kreukniet 60' ( Dekkers), Evelein 80' ( Jeurissen), Rychlik 60' ( Rullenraad) | Heimann 46' ( Mäenpää), Fleuren 46' ( Joppen), Vorstermans 46' ( Heesen), Seip, Leiwakabessy 46' ( Diovany), Altheer 46' ( Meeuwis ), Kruijsen, Van Haaren 46' ( Gielen), Cullen 46' ( Bouwmeester), Nwofor, Wildschut 46' ( Linssen) |  |
| Stadion: Sportpark In de Bandert, Echt Toeschouwers: 700 Arbiter: Franssen |            |           |                                       | Vercruijsse 80' ( Knarren), Op den Kamp, Eberle 60' ( Nijpels), Janssen 80' ( Schuurman), Maessen 80' ( Chergaoui), Van Dessel, Siahaija 60' ( Stoffels), De Wit 80' ( Heijsteeg), Kreukniet 60' ( Dekkers), Evelein 80' ( Jeurissen), Rychlik 60' ( Rullenraad) | Heimann 46' ( Mäenpää), Fleuren 46' ( Joppen), Vorstermans 46' ( Heesen), Seip, Leiwakabessy 46' ( Diovany), Altheer 46' ( Meeuwis ), Kruijsen, Van Haaren 46' ( Gielen), Cullen 46' ( Bouwmeester), Nwofor, Wildschut 46' ( Linssen) |  |
| Bijz.: Heimann, Seip en Bouwmeester spelen op proef mee.                   |            |           |                                       | | |  |

| Zaterdag 14 juli 2012, 18:00                                                    | VVV-Venlo                        | 2-0 (0-0) | Fortuna Sittard | Opstelling VVV-Venlo | Opstelling Fortuna Sittard |  |
| Stadion: Sportpark Dijckerhof, Reuver Toeschouwers: 1.250 Arbiter: Van de Graaf | Nwofor 65' Van Haaren 79' (pen.) |           |                 | Mäenpää 46' ( Heimann), Joppen, Vorstermans 64' ( Diovany), Seip 83' ( Heesen), Leiwakabessy 64' ( Fleuren), Meeuwis 64' ( Türk), Cullen 46' ( Kruijsen), Van Haaren, Linssen, Nwofor, Wildschut | Kaya, Hendrickx 46' ( Turan ), Dreesen 46' ( Incilli), Ricksen 60' ( Hodselmans), Schroijen 46' ( Sekkour), Voorn 60' ( Gulpen), De Boer 46' ( Janssen), Šećerović 46' ( Briels), Khalouta 46' ( Nieuwland), Burhenne 46' ( Kalis), Diaz 46' ( Dahmani) |  |
| Stadion: Sportpark Dijckerhof, Reuver Toeschouwers: 1.250 Arbiter: Van de Graaf |                                  |           |                 | Mäenpää 46' ( Heimann), Joppen, Vorstermans 64' ( Diovany), Seip 83' ( Heesen), Leiwakabessy 64' ( Fleuren), Meeuwis 64' ( Türk), Cullen 46' ( Kruijsen), Van Haaren, Linssen, Nwofor, Wildschut | Kaya, Hendrickx 46' ( Turan ), Dreesen 46' ( Incilli), Ricksen 60' ( Hodselmans), Schroijen 46' ( Sekkour), Voorn 60' ( Gulpen), De Boer 46' ( Janssen), Šećerović 46' ( Briels), Khalouta 46' ( Nieuwland), Burhenne 46' ( Kalis), Diaz 46' ( Dahmani) |  |
| Stadion: Sportpark Dijckerhof, Reuver Toeschouwers: 1.250 Arbiter: Van de Graaf |                                  |           |                 | Mäenpää 46' ( Heimann), Joppen, Vorstermans 64' ( Diovany), Seip 83' ( Heesen), Leiwakabessy 64' ( Fleuren), Meeuwis 64' ( Türk), Cullen 46' ( Kruijsen), Van Haaren, Linssen, Nwofor, Wildschut | Kaya, Hendrickx 46' ( Turan ), Dreesen 46' ( Incilli), Ricksen 60' ( Hodselmans), Schroijen 46' ( Sekkour), Voorn 60' ( Gulpen), De Boer 46' ( Janssen), Šećerović 46' ( Briels), Khalouta 46' ( Nieuwland), Burhenne 46' ( Kalis), Diaz 46' ( Dahmani) |  |
| Bijz.: Heimann en Seip spelen op proef mee.                                     |                                  |           |                 | | |  |

| Dinsdag 17 juli 2012, 19:00                                                     | Go Ahead Eagles                 | 3-0 (2-0) | VVV-Venlo | Opstelling Go Ahead Eagles | Opstelling VVV-Venlo |  |
| Stadion: Sportpark Woldermarck, Terwolde Toeschouwers: 1.502 Arbiter: Dieperink | Suk 12' Houtkoop 41' Kolder 55' |           |           | Heusinkveld, Kromkamp 53' ( Heerkens), Karami, Van der Linden, Misidjan 46' ( Wolven), Suk 85' ( Schuurman), Wellenberg 53' ( Overgoor), Pot 85' ( Türüç), Peters 46' ( Antonia ), Kolder, Houtkoop 74' ( Spanjaard) | Mäenpää, Joppen 46' ( Diovany), Vorstermans 46' ( Fleuren), Seip, Leiwakabessy , Meeuwis, Kruijsen, Türk 46' ( Maguire), Cullen, Nwofor, Wildschut |  |
| Stadion: Sportpark Woldermarck, Terwolde Toeschouwers: 1.502 Arbiter: Dieperink |                                 |           |           | Heusinkveld, Kromkamp 53' ( Heerkens), Karami, Van der Linden, Misidjan 46' ( Wolven), Suk 85' ( Schuurman), Wellenberg 53' ( Overgoor), Pot 85' ( Türüç), Peters 46' ( Antonia ), Kolder, Houtkoop 74' ( Spanjaard) | Mäenpää, Joppen 46' ( Diovany), Vorstermans 46' ( Fleuren), Seip, Leiwakabessy , Meeuwis, Kruijsen, Türk 46' ( Maguire), Cullen, Nwofor, Wildschut |  |
| Stadion: Sportpark Woldermarck, Terwolde Toeschouwers: 1.502 Arbiter: Dieperink |                                 |           |           | Heusinkveld, Kromkamp 53' ( Heerkens), Karami, Van der Linden, Misidjan 46' ( Wolven), Suk 85' ( Schuurman), Wellenberg 53' ( Overgoor), Pot 85' ( Türüç), Peters 46' ( Antonia ), Kolder, Houtkoop 74' ( Spanjaard) | Mäenpää, Joppen 46' ( Diovany), Vorstermans 46' ( Fleuren), Seip, Leiwakabessy , Meeuwis, Kruijsen, Türk 46' ( Maguire), Cullen, Nwofor, Wildschut |  |
|                                                                                 |                                 |           |           | | |  |

| Vrijdag 20 juli 2012, 19:00                                | Team Koot Azur |  | VVV-Venlo | Opstelling Team Koot Azur | Opstelling VVV-Venlo |
| Stadion: Sportpark De Mors, Delden                         |                |  |           |                           |                      |
|                                                            |                |  |           |                           |                      |
|                                                            |                |  |           |                           |                      |
| Bijz.: Afgezegd door VVV vanwege te veel blessuregevallen. |                |  |           |                           |                      |

| Dinsdag 24 juli 2012, 19:30                                                       | DEV-Arcen | 0-16 (0-6) | VVV-Venlo | Opstelling DEV-Arcen | Opstelling VVV-Venlo |
| Stadion: Sportpark De Hondskamp, Arcen Toeschouwers: 700 Arbiter: Klein Zieverink |           |            | 5' Nwofor 15' Linssen 21' (e.d.) 38' Nwofor 40' (pen.) Nwofor 42' Vorstermans 51' Cullen 60' Cullen 63' Joppen 69' Meeuwis 72' Seip 79' Heesen 84' Kruijsen 86' Vorstermans 89' Cullen 90' Wildschut |                      | Heimann 46' ( Mäenpää), Joppen 76' ( Heesen), Vorstermans, Seip, Leiwakabessy 46' ( Fleuren), Meeuwis, Kruijsen, Türk, Linssen, Nwofor 46' ( Cullen), Wildschut |
| Stadion: Sportpark De Hondskamp, Arcen Toeschouwers: 700 Arbiter: Klein Zieverink |           |            | |                      | Heimann 46' ( Mäenpää), Joppen 76' ( Heesen), Vorstermans, Seip, Leiwakabessy 46' ( Fleuren), Meeuwis, Kruijsen, Türk, Linssen, Nwofor 46' ( Cullen), Wildschut |
| Stadion: Sportpark De Hondskamp, Arcen Toeschouwers: 700 Arbiter: Klein Zieverink |           |            | |                      | Heimann 46' ( Mäenpää), Joppen 76' ( Heesen), Vorstermans, Seip, Leiwakabessy 46' ( Fleuren), Meeuwis, Kruijsen, Türk, Linssen, Nwofor 46' ( Cullen), Wildschut |
|                                                                                   |           |            | |                      | |

| Zaterdag 28 juli 2012, 19:00                                                      | VVV-Venlo                   | 1-1 (1-1) 1-4 pen. | CA Osasuna                     | Opstelling VVV-Venlo | Opstelling CA Osasuna                                                                                                   |  |
| Stadion: Seacon Stadion - De Koel -, Venlo Toeschouwers: 2.800 Arbiter: Gözübüyük | Nwofor 16' Nwofor Seip Türk |                    | 31' Nino Puñal Timor Oier Nino | Mäenpää 46' ( Heimann), Joppen, Vorstermans, Seip, Leiwakabessy 67' ( Fleuren), Meeuwis 67' ( Van Haaren), Kruijsen 88' ( Gielen), Türk, Linssen, Nwofor, Wildschut 67' ( Cullen) | Fernández, Bertrán, Flaño, Rubén, Nano, Cejudo 80' ( Oier), Puñal, Timor, Lamah 58' ( Shojaei), Torres 75' ( Loé), Nino |  |
| Stadion: Seacon Stadion - De Koel -, Venlo Toeschouwers: 2.800 Arbiter: Gözübüyük |                             |                    |                                | Mäenpää 46' ( Heimann), Joppen, Vorstermans, Seip, Leiwakabessy 67' ( Fleuren), Meeuwis 67' ( Van Haaren), Kruijsen 88' ( Gielen), Türk, Linssen, Nwofor, Wildschut 67' ( Cullen) | Fernández, Bertrán, Flaño, Rubén, Nano, Cejudo 80' ( Oier), Puñal, Timor, Lamah 58' ( Shojaei), Torres 75' ( Loé), Nino |  |
| Stadion: Seacon Stadion - De Koel -, Venlo Toeschouwers: 2.800 Arbiter: Gözübüyük |                             |                    |                                | Mäenpää 46' ( Heimann), Joppen, Vorstermans, Seip, Leiwakabessy 67' ( Fleuren), Meeuwis 67' ( Van Haaren), Kruijsen 88' ( Gielen), Türk, Linssen, Nwofor, Wildschut 67' ( Cullen) | Fernández, Bertrán, Flaño, Rubén, Nano, Cejudo 80' ( Oier), Puñal, Timor, Lamah 58' ( Shojaei), Torres 75' ( Loé), Nino |  |
| Bijz.: Osasuna wint 9e editie Herman Teeuwen Memorial.                            |                             |                    |                                | | |  |

| Dinsdag 31 juli 2012, 19:00                                                    | Venlosche Boys | 0-5 (0-2) | VVV-Venlo                                             | Opstelling Venlosche Boys | Opstelling VVV-Venlo |
| Stadion: Sportpark Alde Wielerbaan, Venlo Toeschouwers: 650 Arbiter: Tunnissen |                |           | 30' Linssen 44' Seip 59' Nwofor 64' Nwofor 70' Cullen |                           | Heimann 46' ( Udegbe), Fleuren, Heesen, Seip 46' ( Vorstermans), Leiwakabessy 46' ( Joppen), Gielen, Van Haaren, Türk 46' ( Meeuwis), Linssen 46' ( Kruijsen), Cullen, Wildschut 46' ( Nwofor) |
| Stadion: Sportpark Alde Wielerbaan, Venlo Toeschouwers: 650 Arbiter: Tunnissen |                |           |                                                       |                           | Heimann 46' ( Udegbe), Fleuren, Heesen, Seip 46' ( Vorstermans), Leiwakabessy 46' ( Joppen), Gielen, Van Haaren, Türk 46' ( Meeuwis), Linssen 46' ( Kruijsen), Cullen, Wildschut 46' ( Nwofor) |
| Stadion: Sportpark Alde Wielerbaan, Venlo Toeschouwers: 650 Arbiter: Tunnissen |                |           |                                                       |                           | Heimann 46' ( Udegbe), Fleuren, Heesen, Seip 46' ( Vorstermans), Leiwakabessy 46' ( Joppen), Gielen, Van Haaren, Türk 46' ( Meeuwis), Linssen 46' ( Kruijsen), Cullen, Wildschut 46' ( Nwofor) |
|                                                                                |                |           |                                                       |                           | |

| Zaterdag 4 augustus 2012, 19:30                                                   | VVV-Venlo     | 1-0 (0-0) | FC Volendam | Opstelling VVV-Venlo | Opstelling FC Volendam |  |
| Stadion: Seacon Stadion - De Koel -, Venlo Toeschouwers: 1.000 Arbiter: Bekebrede | Wildschut 46' |           |             | Mäenpää, Joppen, Vorstermans, Seip, Leiwakabessy , Kruijsen 65' ( Meeuwis), Van Haaren, Türk, Linssen 76' ( Reimerink), Nwofor 76' ( Cullen), Wildschut | Stevens, Koning 46' ( Fafiani), Van der Werff 81' ( Bakkenes), Schilder, Roj 46' ( Tol), Coster, De Lange 61' ( Schouten), Schwiebbe 70' ( Kuwas), Mühren, Kramer 63' ( Marengo), Tuijp |  |
| Stadion: Seacon Stadion - De Koel -, Venlo Toeschouwers: 1.000 Arbiter: Bekebrede |               |           |             | Mäenpää, Joppen, Vorstermans, Seip, Leiwakabessy , Kruijsen 65' ( Meeuwis), Van Haaren, Türk, Linssen 76' ( Reimerink), Nwofor 76' ( Cullen), Wildschut | Stevens, Koning 46' ( Fafiani), Van der Werff 81' ( Bakkenes), Schilder, Roj 46' ( Tol), Coster, De Lange 61' ( Schouten), Schwiebbe 70' ( Kuwas), Mühren, Kramer 63' ( Marengo), Tuijp |  |
| Stadion: Seacon Stadion - De Koel -, Venlo Toeschouwers: 1.000 Arbiter: Bekebrede |               |           |             | Mäenpää, Joppen, Vorstermans, Seip, Leiwakabessy , Kruijsen 65' ( Meeuwis), Van Haaren, Türk, Linssen 76' ( Reimerink), Nwofor 76' ( Cullen), Wildschut | Stevens, Koning 46' ( Fafiani), Van der Werff 81' ( Bakkenes), Schilder, Roj 46' ( Tol), Coster, De Lange 61' ( Schouten), Schwiebbe 70' ( Kuwas), Mühren, Kramer 63' ( Marengo), Tuijp |  |
|                                                                                   |               |           |             | | |  |

### Tijdens het seizoen
| Donderdag 11 oktober 2012, 15:00                                              | VVV-Venlo                                        | 5-2 (3-1) | MVV Maastricht           | Opstelling VVV-Venlo | Opstelling MVV Maastricht |  |
| Stadion: Seacon Stadion - De Koel -, Venlo Toeschouwers: 80 Arbiter: Theeuwen | Meeuwis 2' Seip 36' Nwofor 39' Ōtsu 55' Türk 79' |           | 44' La Rosa 75' Veldmate | Heimann, Joppen 58' ( Ammi), Vorstermans 46' ( Türk), Seip 46' ( Matheus), Leiwakabessy 46' ( Fleuren), Meeuwis 58' ( Maguire), Röseler, Ōtsu, Linssen 46' ( Reimerink), Nwofor 58' ( Bergkamp), Cullen | De Winter, Moustafa, Kuipers, Rutjes, Winkens, Voorjans, Braken 46' ( Smeets), Van Hyfte 46' ( Labylle), Timmermans 46' ( Schreurs), Borgers 46' ( Veldmate), La Rosa 46' ( Esajas) |  |
| Stadion: Seacon Stadion - De Koel -, Venlo Toeschouwers: 80 Arbiter: Theeuwen |                                                  |           |                          | Heimann, Joppen 58' ( Ammi), Vorstermans 46' ( Türk), Seip 46' ( Matheus), Leiwakabessy 46' ( Fleuren), Meeuwis 58' ( Maguire), Röseler, Ōtsu, Linssen 46' ( Reimerink), Nwofor 58' ( Bergkamp), Cullen | De Winter, Moustafa, Kuipers, Rutjes, Winkens, Voorjans, Braken 46' ( Smeets), Van Hyfte 46' ( Labylle), Timmermans 46' ( Schreurs), Borgers 46' ( Veldmate), La Rosa 46' ( Esajas) |  |
| Stadion: Seacon Stadion - De Koel -, Venlo Toeschouwers: 80 Arbiter: Theeuwen |                                                  |           |                          | Heimann, Joppen 58' ( Ammi), Vorstermans 46' ( Türk), Seip 46' ( Matheus), Leiwakabessy 46' ( Fleuren), Meeuwis 58' ( Maguire), Röseler, Ōtsu, Linssen 46' ( Reimerink), Nwofor 58' ( Bergkamp), Cullen | De Winter, Moustafa, Kuipers, Rutjes, Winkens, Voorjans, Braken 46' ( Smeets), Van Hyfte 46' ( Labylle), Timmermans 46' ( Schreurs), Borgers 46' ( Veldmate), La Rosa 46' ( Esajas) |  |
|                                                                               |                                                  |           |                          | | |  |

| Maandag 7 januari 2013, 14:30                                   | VVV-Venlo | 0-0 (0-0) | Fortuna Sittard | Opstelling VVV-Venlo | Opstelling Fortuna Sittard |  |
| Stadion: Miracle Resort Hotel Field 1, Lara () Toeschouwers: 11 |           |           |                 | Mäenpää 46' ( Heimann), Joppen 46' ( Ammi), Röseler 46' ( Altheer), Seip 46' ( Vorstermans), Fleuren 46' ( Leiwakabessy ), Maguire 46' ( Sevinç 67' ( Gijzen)), Van Haaren 46' ( Gielen), Radosavljevič 46' ( Ōtsu), Wildschut 46' ( Cooper), Nwofor 46' ( Bergkamp), Linssen 46' ( Cullen) | Kaya 46' ( Voss), Turan, Dreesen, Janssen, Schroijen, Voorn, Mannes, Kruijsen, Briels, Khalouta, Çevik RESERVEBANK: Linssen, Sekkour, Vets, Nepomuceno, Vankan, Žejnilović, Diaz |  |
| Stadion: Miracle Resort Hotel Field 1, Lara () Toeschouwers: 11 |           |           |                 | Mäenpää 46' ( Heimann), Joppen 46' ( Ammi), Röseler 46' ( Altheer), Seip 46' ( Vorstermans), Fleuren 46' ( Leiwakabessy ), Maguire 46' ( Sevinç 67' ( Gijzen)), Van Haaren 46' ( Gielen), Radosavljevič 46' ( Ōtsu), Wildschut 46' ( Cooper), Nwofor 46' ( Bergkamp), Linssen 46' ( Cullen) | Kaya 46' ( Voss), Turan, Dreesen, Janssen, Schroijen, Voorn, Mannes, Kruijsen, Briels, Khalouta, Çevik RESERVEBANK: Linssen, Sekkour, Vets, Nepomuceno, Vankan, Žejnilović, Diaz |  |
| Stadion: Miracle Resort Hotel Field 1, Lara () Toeschouwers: 11 |           |           |                 | Mäenpää 46' ( Heimann), Joppen 46' ( Ammi), Röseler 46' ( Altheer), Seip 46' ( Vorstermans), Fleuren 46' ( Leiwakabessy ), Maguire 46' ( Sevinç 67' ( Gijzen)), Van Haaren 46' ( Gielen), Radosavljevič 46' ( Ōtsu), Wildschut 46' ( Cooper), Nwofor 46' ( Bergkamp), Linssen 46' ( Cullen) | Kaya 46' ( Voss), Turan, Dreesen, Janssen, Schroijen, Voorn, Mannes, Kruijsen, Briels, Khalouta, Çevik RESERVEBANK: Linssen, Sekkour, Vets, Nepomuceno, Vankan, Žejnilović, Diaz |  |
|                                                                 |           |           |                 | | |  |

| Vrijdag 11 januari 2013, 15:30                                                            | VVV-Venlo | 1-0 (0-0) | Sporting Charleroi | Opstelling VVV-Venlo | Opstelling Sporting Charleroi |  |
| Stadion: Side Star Resort, Side () Toeschouwers: 111 Arbiter: Cvetkovski, Noord-Macedonië | Türk 89'  |           |                    | Mäenpää, Joppen , Röseler, Seip 75' ( Vorstermans), Fleuren 65' ( Leiwakabessy), Radosavljevič 75' ( Altheer), Van Haaren 65' ( Türk), Ōtsu, Wildschut, Cullen 65' ( Nwofor), Linssen | Sifakis, Martos 63' ( Satli), Bojović 63' ( Džinič), Ohayon 46' ( Fabris), N'Ganga 46' ( Vergerolle), Kumedor 63' ( Diandy), Ederson 63' ( Lazitch), Milićević 46' ( Bopp), Badibanga 32' ( Kaya), Escoe 46' ( Thiaré), Rossini 71' ( Escoe) |  |
| Stadion: Side Star Resort, Side () Toeschouwers: 111 Arbiter: Cvetkovski, Noord-Macedonië |           |           |                    | Mäenpää, Joppen , Röseler, Seip 75' ( Vorstermans), Fleuren 65' ( Leiwakabessy), Radosavljevič 75' ( Altheer), Van Haaren 65' ( Türk), Ōtsu, Wildschut, Cullen 65' ( Nwofor), Linssen | Sifakis, Martos 63' ( Satli), Bojović 63' ( Džinič), Ohayon 46' ( Fabris), N'Ganga 46' ( Vergerolle), Kumedor 63' ( Diandy), Ederson 63' ( Lazitch), Milićević 46' ( Bopp), Badibanga 32' ( Kaya), Escoe 46' ( Thiaré), Rossini 71' ( Escoe) |  |
| Stadion: Side Star Resort, Side () Toeschouwers: 111 Arbiter: Cvetkovski, Noord-Macedonië |           |           |                    | Mäenpää, Joppen , Röseler, Seip 75' ( Vorstermans), Fleuren 65' ( Leiwakabessy), Radosavljevič 75' ( Altheer), Van Haaren 65' ( Türk), Ōtsu, Wildschut, Cullen 65' ( Nwofor), Linssen | Sifakis, Martos 63' ( Satli), Bojović 63' ( Džinič), Ohayon 46' ( Fabris), N'Ganga 46' ( Vergerolle), Kumedor 63' ( Diandy), Ederson 63' ( Lazitch), Milićević 46' ( Bopp), Badibanga 32' ( Kaya), Escoe 46' ( Thiaré), Rossini 71' ( Escoe) |  |
|                                                                                           |           |           |                    | | |  |

| Donderdag 21 maart 2013, 15:00                           | VVV-Venlo |  | Waasland-Beveren | Opstelling VVV-Venlo | Opstelling Waasland-Beveren |
| Stadion: Sportpark De Bakenbos (TSC '04), Tegelen        |           |  |                  |                      |                             |
|                                                          |           |  |                  |                      |                             |
|                                                          |           |  |                  |                      |                             |
| Bijz.: Afgelast vanwege onbespeelbaar veld na sneeuwval. |           |  |                  |                      |                             |

### Eindstand
| №  | Club            | WG | W  | G  | V  | DV  | DT | +/– | Punten |
| -- | --------------- | -- | -- | -- | -- | --- | -- | --- | ------ |
|    | Ajax            | 34 | 22 | 10 | 2  | 83  | 31 | +52 | 76     |
| 2  | PSV             | 34 | 22 | 3  | 9  | 103 | 43 | +60 | 69     |
| 3  | Feyenoord       | 34 | 21 | 6  | 7  | 63  | 38 | +25 | 69     |
| 4  | Vitesse         | 34 | 19 | 7  | 8  | 68  | 42 | +26 | 64     |
| 5  | FC Utrecht      | 34 | 19 | 6  | 9  | 55  | 41 | +14 | 63     |
| 6  | FC Twente       | 34 | 17 | 11 | 6  | 60  | 33 | +27 | 62     |
| 7  | FC Groningen    | 34 | 12 | 7  | 15 | 36  | 53 | –17 | 43     |
| 8  | sc Heerenveen   | 34 | 11 | 9  | 14 | 50  | 63 | –13 | 42     |
| 9  | ADO Den Haag    | 34 | 9  | 13 | 12 | 49  | 63 | –14 | 40     |
| 10 | AZ              | 34 | 10 | 9  | 15 | 56  | 54 | +2  | 39     |
| 11 | PEC Zwolle      | 34 | 10 | 9  | 15 | 42  | 55 | –13 | 39     |
| 12 | Heracles Almelo | 34 | 9  | 11 | 14 | 58  | 71 | –13 | 38     |
| 13 | NAC Breda       | 34 | 10 | 8  | 16 | 40  | 56 | –16 | 38     |
| 14 | RKC Waalwijk    | 34 | 9  | 10 | 15 | 39  | 48 | –9  | 37     |
| 15 | NEC Nijmegen    | 34 | 10 | 7  | 17 | 44  | 66 | –22 | 37     |
| 16 | Roda JC         | 34 | 7  | 12 | 15 | 51  | 69 | –18 | 33     |
| 17 | VVV-Venlo       | 34 | 6  | 10 | 18 | 33  | 62 | –29 | 28     |
| 18 | Willem II       | 34 | 5  | 8  | 21 | 33  | 76 | –43 | 23     |

## Statistieken
Legenda
- W Wedstrijden
- Doelpunt
- Gele kaart
- 2× gele kaart in 1 wedstrijd
- Rode kaart

| Nat.               | Spelersnaam              | Eredivisie | Eredivisie | Eredivisie | Eredivisie | Eredivisie |  | KNVB beker | KNVB beker | KNVB beker | KNVB beker | KNVB beker |  | Play-offs | Play-offs | Play-offs | Play-offs | Play-offs |  | Totaal | Totaal | Totaal | Totaal | Totaal |
| ------------------ | ------------------------ | ---------- | ---------- | ---------- | ---------- | ---------- |  | ---------- | ---------- | ---------- | ---------- | ---------- |  | --------- | --------- | --------- | --------- | --------- |  | ------ | ------ | ------ | ------ | ------ |
| Nat.               | Spelersnaam              | W          |            |            |            |            |  | W          |            |            |            |            |  | W         |           |           |           |           |  | W      |        |        |        |        |
| Keepers            |                          |            |            |            |            |            |  |            |            |            |            |            |  |           |           |           |           |           |  |        |        |        |        |        |
| Vlag van Duitsland | Niclas Heimann           | 1          | 0          | 0          | 0          | 0          |  | 0          | 0          | 0          | 0          | 0          |  | 0         | 0         | 0         | 0         | 0         |  | 1      | 0      | 0      | 0      | 0      |
| Vlag van Finland   | Niki Mäenpää             | 33         | 0          | 0          | 0          | 0          |  | 1          | 0          | 0          | 0          | 0          |  | 2         | 0         | 0         | 0         | 0         |  | 36     | 0      | 0      | 0      | 0      |
| Vlag van Duitsland | Robin Udegbe             | 0          | 0          | 0          | 0          | 0          |  | 0          | 0          | 0          | 0          | 0          |  | 0         | 0         | 0         | 0         | 0         |  | 0      | 0      | 0      | 0      | 0      |
| Verdediging        |                          |            |            |            |            |            |  |            |            |            |            |            |  |           |           |           |           |           |  |        |        |        |        |        |
| Vlag van Nederland | Jeffrey Altheer          | 2          | 0          | 0          | 0          | 0          |  | 0          | 0          | 0          | 0          | 0          |  | 0         | 0         | 0         | 0         | 0         |  | 2      | 0      | 0      | 0      | 0      |
| Vlag van Marokko   | Ahmed Ammi               | 8          | 0          | 1          | 0          | 0          |  | 0          | 0          | 0          | 0          | 0          |  | 2         | 0         | 0         | 0         | 0         |  | 10     | 0      | 1      | 0      | 0      |
| Vlag van Nederland | Niels Fleuren            | 19         | 0          | 4          | 0          | 0          |  | 0          | 0          | 0          | 0          | 0          |  | 0         | 0         | 0         | 0         | 0         |  | 19     | 0      | 4      | 0      | 0      |
| Vlag van Nederland | Roy Heesen               | 0          | 0          | 0          | 0          | 0          |  | 0          | 0          | 0          | 0          | 0          |  | 0         | 0         | 0         | 0         | 0         |  | 0      | 0      | 0      | 0      | 0      |
| Vlag van Nederland | Guus Joppen              | 33         | 1          | 3          | 0          | 0          |  | 1          | 0          | 0          | 0          | 0          |  | 2         | 0         | 0         | 0         | 0         |  | 36     | 1      | 3      | 0      | 0      |
| Vlag van Nederland | Jeffrey Leiwakabessy     | 18         | 0          | 0          | 0          | 0          |  | 1          | 0          | 0          | 0          | 0          |  | 2         | 0         | 0         | 0         | 0         |  | 21     | 0      | 0      | 0      | 0      |
| Vlag van Brazilië  | Matheus Diovany          | 0          | 0          | 0          | 0          | 0          |  | 0          | 0          | 0          | 0          | 0          |  | 0         | 0         | 0         | 0         | 0         |  | 0      | 0      | 0      | 0      | 0      |
| Vlag van Nederland | Kaj Ramsteijn            | 12         | 0          | 1          | 0          | 0          |  | 0          | 0          | 0          | 0          | 0          |  | 1         | 0         | 0         | 0         | 0         |  | 13     | 0      | 1      | 0      | 0      |
| Vlag van Duitsland | Nils Röseler             | 26         | 1          | 2          | 0          | 0          |  | 1          | 0          | 0          | 0          | 0          |  | 2         | 0         | 1         | 0         | 0         |  | 29     | 1      | 3      | 0      | 0      |
| Vlag van Nederland | Marcel Seip              | 31         | 5          | 7          | 0          | 0          |  | 1          | 0          | 0          | 0          | 0          |  | 2         | 0         | 1         | 0         | 0         |  | 34     | 5      | 8      | 0      | 0      |
| Vlag van Nederland | Ismo Vorstermans         | 10         | 1          | 2          | 0          | 0          |  | 0          | 0          | 0          | 0          | 0          |  | 0         | 0         | 0         | 0         | 0         |  | 10     | 1      | 2      | 0      | 0      |
| Vlag van Japan     | Maya Yoshida             | 2          | 0          | 0          | 0          | 0          |  | 0          | 0          | 0          | 0          | 0          |  | 2         | 0         | 0         | 0         | 0         |  | 0      | 0      | 0      | 0      | 0      |
| Middenveld         |                          |            |            |            |            |            |  |            |            |            |            |            |  |           |           |           |           |           |  |        |        |        |        |        |
| Vlag van Nederland | Aron Gielen              | 0          | 0          | 0          | 0          | 0          |  | 0          | 0          | 0          | 0          | 0          |  | 0         | 0         | 0         | 0         | 0         |  | 0      | 0      | 0      | 0      | 0      |
| Vlag van Nederland | Ricky van Haaren         | 31         | 0          | 1          | 0          | 0          |  | 1          | 0          | 0          | 0          | 0          |  | 0         | 0         | 0         | 0         | 0         |  | 32     | 0      | 1      | 0      | 0      |
| Vlag van Nederland | Quin Kruijsen            | 2          | 0          | 1          | 0          | 0          |  | 0          | 0          | 0          | 0          | 0          |  | 0         | 0         | 0         | 0         | 0         |  | 2      | 0      | 1      | 0      | 0      |
| Vlag van Nederland | Barry Maguire            | 22         | 2          | 0          | 0          | 0          |  | 0          | 0          | 0          | 0          | 0          |  | 1         | 0         | 0         | 0         | 0         |  | 23     | 2      | 0      | 0      | 0      |
| Vlag van Nederland | Marcel Meeuwis           | 9          | 0          | 2          | 0          | 0          |  | 1          | 0          | 0          | 0          | 0          |  | 0         | 0         | 0         | 0         | 0         |  | 10     | 0      | 2      | 0      | 0      |
| Vlag van Japan     | Yūki Ōtsu                | 22         | 1          | 1          | 0          | 0          |  | 1          | 0          | 0          | 0          | 0          |  | 0         | 0         | 0         | 0         | 0         |  | 23     | 1      | 1      | 0      | 0      |
| Vlag van Slovenië  | Aleksandar Radosavljevič | 27         | 1          | 4          | 0          | 0          |  | 1          | 0          | 0          | 0          | 0          |  | 2         | 0         | 0         | 0         | 0         |  | 30     | 1      | 4      | 0      | 0      |
| Vlag van Nederland | Oğuzhan Türk             | 29         | 2          | 3          | 0          | 0          |  | 1          | 0          | 1          | 0          | 0          |  | 2         | 0         | 1         | 0         | 0         |  | 32     | 2      | 5      | 0      | 0      |
| Aanval             |                          |            |            |            |            |            |  |            |            |            |            |            |  |           |           |           |           |           |  |        |        |        |        |        |
| Vlag van Nederland | Roland Bergkamp          | 10         | 0          | 1          | 0          | 0          |  | 1          | 0          | 0          | 0          | 0          |  | 1         | 0         | 0         | 0         | 0         |  | 12     | 0      | 1      | 0      | 0      |
| Vlag van Australië | Travis Cooper            | 0          | 0          | 0          | 0          | 0          |  | 0          | 0          | 0          | 0          | 0          |  | 0         | 0         | 0         | 0         | 0         |  | 0      | 0      | 0      | 0      | 0      |
| Vlag van Japan     | Robert Cullen            | 26         | 2          | 2          | 0          | 0          |  | 0          | 0          | 0          | 0          | 0          |  | 2         | 0         | 0         | 0         | 0         |  | 28     | 2      | 2      | 0      | 0      |
| Vlag van Nederland | Bryan Linssen            | 34         | 8          | 4          | 0          | 0          |  | 1          | 2          | 0          | 0          | 0          |  | 2         | 0         | 0         | 0         | 0         |  | 37     | 10     | 4      | 0      | 0      |
| Vlag van Nigeria   | Uche Nwofor              | 25         | 8          | 1          | 1          | 0          |  | 1          | 2          | 0          | 0          | 0          |  | 2         | 0         | 0         | 0         | 0         |  | 28     | 10     | 1      | 1      | 0      |
| Vlag van Nederland | Jules Reimerink          | 1          | 0          | 0          | 0          | 0          |  | 0          | 0          | 0          | 0          | 0          |  | 1         | 0         | 0         | 0         | 0         |  | 2      | 0      | 0      | 0      | 0      |
| Vlag van Nederland | Yanic Wildschut          | 32         | 1          | 2          | 0          | 0          |  | 1          | 0          | 0          | 0          | 0          |  | 2         | 0         | 0         | 0         | 0         |  | 35     | 1      | 2      | 0      | 0      |
| Nat.               | Spelersnaam              | W          |            |            |            |            |  | W          |            |            |            |            |  | W         |           |           |           |           |  | W      |        |        |        |        |
| Nat.               | Spelersnaam              | Eredivisie | Eredivisie | Eredivisie | Eredivisie | Eredivisie |  | KNVB beker | KNVB beker | KNVB beker | KNVB beker | KNVB beker |  | Play-offs | Play-offs | Play-offs | Play-offs | Play-offs |  | Totaal | Totaal | Totaal | Totaal | Totaal |

### Topscorers 2012/2013
| Nr.    | Naam                     | Goal |
| ------ | ------------------------ | ---- |
| 1.     | Uche Nwofor              | 8    |
|        | Bryan Linssen            | 8    |
| 3.     | Marcel Seip              | 5    |
| 4.     | Oğuzhan Türk             | 2    |
|        | Robert Cullen            | 2    |
|        | Barry Maguire            | 2    |
| 7.     | Yanic Wildschut          | 1    |
|        | Ismo Vorstermans         | 1    |
|        | Guus Joppen              | 1    |
|        | Aleksandar Radosavljevič | 1    |
|        | Yūki Ōtsu                | 1    |
| 12.    | Nils Röseler             | 1    |
| Totaal | Totaal                   | 33   |

| Nr.    | Naam          | Goal |
| ------ | ------------- | ---- |
| 1.     | Bryan Linssen | 2    |
|        | Uche Nwofor   | 2    |
| Totaal | Totaal        | 4    |

| Nr.    | Naam                       | Goal |
| ------ | -------------------------- | ---- |
| 1.     | Uche Nwofor                | 10   |
| 2.     | Robert Cullen              | 8    |
| 3.     | Marcel Seip                | 4    |
| 4.     | Ismo Vorstermans           | 3    |
|        | Bryan Linssen              | 3    |
| 6.     | Guus Joppen                | 2    |
|        | Yanic Wildschut            | 2    |
|        | Marcel Meeuwis             | 2    |
|        | Oğuzhan Türk               | 2    |
| 10.    | Jeffrey Altheer            | 1    |
|        | Ricky van Haaren           | 1    |
|        | Roy Heesen                 | 1    |
|        | Quin Kruijsen              | 1    |
| 14.    | Yūki Ōtsu                  | 1    |
| 15.    | Eigen doelpunt (DEV-Arcen) | 1    |
| Totaal | Totaal                     | 42   |

ADO Den Haag ·
Ajax ·
AZ ·
Feyenoord ·
FC Groningen ·
sc Heerenveen ·
Heracles Almelo ·
NAC Breda ·
N.E.C. ·
PEC Zwolle · 
PSV ·
RKC Waalwijk ·
Roda JC Kerkrade ·
FC Twente ·
FC Utrecht ·
Vitesse ·
VVV-Venlo ·
Willem II